# Llista d'asteroides (151001-152000)
Llista d'asteroides del 151001 al 152000, amb data de descoberta i descobridor. És un fragment de la llista d'asteroides completa. Als asteroides se'ls dona un número quan es confirma la seva òrbita, per tant apareixen llistats aproximadament segons la data de descobriment.
Contingut: 151001... 151101... 151201... 151301... 151401... 151501... 151601... 151701... 151801... 151901... 

| Nom               | Designació provisional | Data de descobriment   | Lloc de descobriment | Descobridor/s                |
| 151001-151100     | 151001-151100          | 151001-151100          | 151001-151100        | 151001-151100                |
| ----------------- | ---------------------- | ---------------------- | -------------------- | ---------------------------- |
| 151001 -          | 2001 UQ39              | 17 d'octubre de 2001   | Socorro              | LINEAR                       |
| 151002 -          | 2001 UF57              | 17 d'octubre de 2001   | Socorro              | LINEAR                       |
| 151003 -          | 2001 UZ58              | 17 d'octubre de 2001   | Socorro              | LINEAR                       |
| 151004 -          | 2001 UA59              | 17 d'octubre de 2001   | Socorro              | LINEAR                       |
| 151005 -          | 2001 UL68              | 20 d'octubre de 2001   | Socorro              | LINEAR                       |
| 151006 -          | 2001 UB72              | 17 d'octubre de 2001   | Haleakala            | NEAT                         |
| 151007 -          | 2001 UJ73              | 17 d'octubre de 2001   | Socorro              | LINEAR                       |
| 151008 -          | 2001 UR80              | 20 d'octubre de 2001   | Socorro              | LINEAR                       |
| 151009 -          | 2001 UD81              | 20 d'octubre de 2001   | Socorro              | LINEAR                       |
| 151010 -          | 2001 UT81              | 20 d'octubre de 2001   | Socorro              | LINEAR                       |
| 151011 -          | 2001 UK83              | 20 d'octubre de 2001   | Socorro              | LINEAR                       |
| 151012 -          | 2001 US92              | 18 d'octubre de 2001   | Palomar              | NEAT                         |
| 151013 -          | 2001 UE101             | 20 d'octubre de 2001   | Socorro              | LINEAR                       |
| 151014 -          | 2001 UB113             | 21 d'octubre de 2001   | Socorro              | LINEAR                       |
| 151015 -          | 2001 UC113             | 21 d'octubre de 2001   | Socorro              | LINEAR                       |
| 151016 -          | 2001 UO113             | 22 d'octubre de 2001   | Socorro              | LINEAR                       |
| 151017 -          | 2001 UC114             | 22 d'octubre de 2001   | Socorro              | LINEAR                       |
| 151018 -          | 2001 UV116             | 22 d'octubre de 2001   | Socorro              | LINEAR                       |
| 151019 -          | 2001 UF119             | 22 d'octubre de 2001   | Socorro              | LINEAR                       |
| 151020 -          | 2001 UU120             | 22 d'octubre de 2001   | Socorro              | LINEAR                       |
| 151021 -          | 2001 UU123             | 22 d'octubre de 2001   | Palomar              | NEAT                         |
| 151022 -          | 2001 UH126             | 23 d'octubre de 2001   | Palomar              | NEAT                         |
| 151023 -          | 2001 UT126             | 17 d'octubre de 2001   | Socorro              | LINEAR                       |
| 151024 -          | 2001 UV126             | 17 d'octubre de 2001   | Socorro              | LINEAR                       |
| 151025 -          | 2001 UD144             | 23 d'octubre de 2001   | Socorro              | LINEAR                       |
| 151026 -          | 2001 UD145             | 23 d'octubre de 2001   | Socorro              | LINEAR                       |
| 151027 -          | 2001 UA146             | 23 d'octubre de 2001   | Socorro              | LINEAR                       |
| 151028 -          | 2001 UM146             | 23 d'octubre de 2001   | Socorro              | LINEAR                       |
| 151029 -          | 2001 UT154             | 23 d'octubre de 2001   | Socorro              | LINEAR                       |
| 151030 -          | 2001 UC156             | 23 d'octubre de 2001   | Socorro              | LINEAR                       |
| 151031 -          | 2001 UG167             | 19 d'octubre de 2001   | Socorro              | LINEAR                       |
| 151032 -          | 2001 UM169             | 19 d'octubre de 2001   | Socorro              | LINEAR                       |
| 151033 -          | 2001 UJ170             | 21 d'octubre de 2001   | Socorro              | LINEAR                       |
| 151034 -          | 2001 UX173             | 18 d'octubre de 2001   | Palomar              | NEAT                         |
| 151035 -          | 2001 UQ179             | 26 d'octubre de 2001   | Haleakala            | NEAT                         |
| 151036 -          | 2001 UE182             | 16 d'octubre de 2001   | Palomar              | NEAT                         |
| 151037 -          | 2001 UZ182             | 16 d'octubre de 2001   | Socorro              | LINEAR                       |
| 151038 -          | 2001 UL191             | 18 d'octubre de 2001   | Palomar              | NEAT                         |
| 151039 -          | 2001 UW198             | 19 d'octubre de 2001   | Palomar              | NEAT                         |
| 151040 -          | 2001 UT201             | 19 d'octubre de 2001   | Palomar              | NEAT                         |
| 151041 -          | 2001 UX201             | 19 d'octubre de 2001   | Palomar              | NEAT                         |
| 151042 -          | 2001 UR205             | 19 d'octubre de 2001   | Palomar              | NEAT                         |
| 151043 -          | 2001 UU205             | 19 d'octubre de 2001   | Palomar              | NEAT                         |
| 151044 -          | 2001 UX205             | 19 d'octubre de 2001   | Palomar              | NEAT                         |
| 151045 -          | 2001 UL216             | 24 d'octubre de 2001   | Socorro              | LINEAR                       |
| 151046 -          | 2001 UX219             | 18 d'octubre de 2001   | Kitt Peak            | Spacewatch                   |
| 151047 -          | 2001 UB220             | 19 d'octubre de 2001   | Socorro              | LINEAR                       |
| 151048 -          | 2001 UO220             | 21 d'octubre de 2001   | Socorro              | LINEAR                       |
| 151049 -          | 2001 UK221             | 23 d'octubre de 2001   | Socorro              | LINEAR                       |
| 151050 -          | 2001 UW222             | 24 d'octubre de 2001   | Kitt Peak            | Spacewatch                   |
| 151051 -          | 2001 UC225             | 25 d'octubre de 2001   | Socorro              | LINEAR                       |
| 151052 -          | 2001 VN1               | 9 de novembre de 2001  | Palomar              | NEAT                         |
| 151053 -          | 2001 VS6               | 9 de novembre de 2001  | Socorro              | LINEAR                       |
| 151054 -          | 2001 VW6               | 9 de novembre de 2001  | Socorro              | LINEAR                       |
| 151055 -          | 2001 VV11              | 10 de novembre de 2001 | Socorro              | LINEAR                       |
| 151056 -          | 2001 VO13              | 10 de novembre de 2001 | Socorro              | LINEAR                       |
| 151057 -          | 2001 VO14              | 10 de novembre de 2001 | Socorro              | LINEAR                       |
| 151058 -          | 2001 VP14              | 10 de novembre de 2001 | Socorro              | LINEAR                       |
| 151059 -          | 2001 VF18              | 9 de novembre de 2001  | Socorro              | LINEAR                       |
| 151060 -          | 2001 VA19              | 9 de novembre de 2001  | Socorro              | LINEAR                       |
| 151061 -          | 2001 VQ19              | 9 de novembre de 2001  | Socorro              | LINEAR                       |
| 151062 -          | 2001 VP28              | 9 de novembre de 2001  | Socorro              | LINEAR                       |
| 151063 -          | 2001 VH29              | 9 de novembre de 2001  | Socorro              | LINEAR                       |
| 151064 -          | 2001 VP29              | 9 de novembre de 2001  | Socorro              | LINEAR                       |
| 151065 -          | 2001 VV29              | 9 de novembre de 2001  | Socorro              | LINEAR                       |
| 151066 -          | 2001 VP31              | 9 de novembre de 2001  | Socorro              | LINEAR                       |
| 151067 -          | 2001 VP35              | 9 de novembre de 2001  | Socorro              | LINEAR                       |
| 151068 -          | 2001 VJ36              | 9 de novembre de 2001  | Socorro              | LINEAR                       |
| 151069 -          | 2001 VL37              | 9 de novembre de 2001  | Socorro              | LINEAR                       |
| 151070 -          | 2001 VU49              | 10 de novembre de 2001 | Socorro              | LINEAR                       |
| 151071 -          | 2001 VY49              | 10 de novembre de 2001 | Socorro              | LINEAR                       |
| 151072 -          | 2001 VE50              | 10 de novembre de 2001 | Socorro              | LINEAR                       |
| 151073 -          | 2001 VF50              | 10 de novembre de 2001 | Socorro              | LINEAR                       |
| 151074 -          | 2001 VV57              | 10 de novembre de 2001 | Socorro              | LINEAR                       |
| 151075 -          | 2001 VD60              | 10 de novembre de 2001 | Socorro              | LINEAR                       |
| 151076 -          | 2001 VD61              | 10 de novembre de 2001 | Socorro              | LINEAR                       |
| 151077 -          | 2001 VC63              | 10 de novembre de 2001 | Socorro              | LINEAR                       |
| 151078 -          | 2001 VD64              | 10 de novembre de 2001 | Socorro              | LINEAR                       |
| 151079 -          | 2001 VP64              | 10 de novembre de 2001 | Socorro              | LINEAR                       |
| 151080 -          | 2001 VD65              | 10 de novembre de 2001 | Socorro              | LINEAR                       |
| 151081 -          | 2001 VA74              | 11 de novembre de 2001 | Socorro              | LINEAR                       |
| 151082 -          | 2001 VK74              | 12 de novembre de 2001 | Socorro              | LINEAR                       |
| 151083 -          | 2001 VM79              | 9 de novembre de 2001  | Palomar              | NEAT                         |
| 151084 -          | 2001 VG81              | 12 de novembre de 2001 | Haleakala            | NEAT                         |
| 151085 -          | 2001 VK83              | 10 de novembre de 2001 | Socorro              | LINEAR                       |
| 151086 -          | 2001 VE84              | 11 de novembre de 2001 | Socorro              | LINEAR                       |
| 151087 -          | 2001 VH84              | 12 de novembre de 2001 | Socorro              | LINEAR                       |
| 151088 -          | 2001 VG91              | 15 de novembre de 2001 | Socorro              | LINEAR                       |
| 151089 -          | 2001 VB92              | 15 de novembre de 2001 | Socorro              | LINEAR                       |
| 151090 -          | 2001 VU94              | 15 de novembre de 2001 | Socorro              | LINEAR                       |
| 151091 -          | 2001 VF95              | 15 de novembre de 2001 | Socorro              | LINEAR                       |
| 151092 -          | 2001 VZ97              | 15 de novembre de 2001 | Socorro              | LINEAR                       |
| 151093 -          | 2001 VE99              | 15 de novembre de 2001 | Socorro              | LINEAR                       |
| 151094 -          | 2001 VX100             | 12 de novembre de 2001 | Socorro              | LINEAR                       |
| 151095 -          | 2001 VA103             | 12 de novembre de 2001 | Socorro              | LINEAR                       |
| 151096 -          | 2001 VS103             | 12 de novembre de 2001 | Socorro              | LINEAR                       |
| 151097 -          | 2001 VN108             | 12 de novembre de 2001 | Socorro              | LINEAR                       |
| 151098 -          | 2001 VH109             | 12 de novembre de 2001 | Socorro              | LINEAR                       |
| 151099 -          | 2001 VX113             | 12 de novembre de 2001 | Socorro              | LINEAR                       |
| 151100 -          | 2001 VP116             | 12 de novembre de 2001 | Socorro              | LINEAR                       |
| 151101-151200     |                        |                        |                      |                              |
| 151101 -          | 2001 VN119             | 12 de novembre de 2001 | Socorro              | LINEAR                       |
| 151102 -          | 2001 VB124             | 10 de novembre de 2001 | Palomar              | NEAT                         |
| 151103 -          | 2001 VV132             | 13 de novembre de 2001 | Haleakala            | NEAT                         |
| 151104 -          | 2001 WH6               | 17 de novembre de 2001 | Socorro              | LINEAR                       |
| 151105 -          | 2001 WM9               | 17 de novembre de 2001 | Socorro              | LINEAR                       |
| 151106 -          | 2001 WR12              | 17 de novembre de 2001 | Socorro              | LINEAR                       |
| 151107 -          | 2001 WW14              | 17 de novembre de 2001 | Kitt Peak            | Spacewatch                   |
| 151108 -          | 2001 WK16              | 17 de novembre de 2001 | Socorro              | LINEAR                       |
| 151109 -          | 2001 WB23              | 27 de novembre de 2001 | Socorro              | LINEAR                       |
| 151110 -          | 2001 WZ28              | 17 de novembre de 2001 | Socorro              | LINEAR                       |
| 151111 -          | 2001 WX29              | 17 de novembre de 2001 | Socorro              | LINEAR                       |
| 151112 -          | 2001 WZ31              | 17 de novembre de 2001 | Socorro              | LINEAR                       |
| 151113 -          | 2001 WG32              | 17 de novembre de 2001 | Socorro              | LINEAR                       |
| 151114 -          | 2001 WS33              | 17 de novembre de 2001 | Socorro              | LINEAR                       |
| 151115 -          | 2001 WU33              | 17 de novembre de 2001 | Socorro              | LINEAR                       |
| 151116 -          | 2001 WW33              | 17 de novembre de 2001 | Socorro              | LINEAR                       |
| 151117 -          | 2001 WY33              | 17 de novembre de 2001 | Socorro              | LINEAR                       |
| 151118 -          | 2001 WZ47              | 19 de novembre de 2001 | Anderson Mesa        | LONEOS                       |
| 151119 -          | 2001 WD51              | 19 de novembre de 2001 | Socorro              | LINEAR                       |
| 151120 -          | 2001 WT52              | 19 de novembre de 2001 | Socorro              | LINEAR                       |
| 151121 -          | 2001 WT54              | 19 de novembre de 2001 | Socorro              | LINEAR                       |
| 151122 -          | 2001 WU56              | 19 de novembre de 2001 | Socorro              | LINEAR                       |
| 151123 -          | 2001 WY63              | 19 de novembre de 2001 | Socorro              | LINEAR                       |
| 151124 -          | 2001 WL94              | 20 de novembre de 2001 | Socorro              | LINEAR                       |
| 151125 -          | 2001 WF101             | 17 de novembre de 2001 | Kitt Peak            | Spacewatch                   |
| 151126 -          | 2001 XD2               | 8 de desembre de 2001  | Socorro              | LINEAR                       |
| 151127 -          | 2001 XO2               | 8 de desembre de 2001  | Socorro              | LINEAR                       |
| 151128 -          | 2001 XK5               | 5 de desembre de 2001  | Haleakala            | NEAT                         |
| 151129 -          | 2001 XO6               | 8 de desembre de 2001  | Socorro              | LINEAR                       |
| 151130 -          | 2001 XH12              | 9 de desembre de 2001  | Socorro              | LINEAR                       |
| 151131 -          | 2001 XJ14              | 9 de desembre de 2001  | Socorro              | LINEAR                       |
| 151132 -          | 2001 XP18              | 9 de desembre de 2001  | Socorro              | LINEAR                       |
| 151133 -          | 2001 XA21              | 9 de desembre de 2001  | Socorro              | LINEAR                       |
| 151134 -          | 2001 XT23              | 9 de desembre de 2001  | Socorro              | LINEAR                       |
| 151135 -          | 2001 XH33              | 10 de desembre de 2001 | Kitt Peak            | Spacewatch                   |
| 151136 -          | 2001 XZ34              | 9 de desembre de 2001  | Socorro              | LINEAR                       |
| 151137 -          | 2001 XH37              | 9 de desembre de 2001  | Socorro              | LINEAR                       |
| 151138 -          | 2001 XL40              | 9 de desembre de 2001  | Socorro              | LINEAR                       |
| 151139 -          | 2001 XJ41              | 9 de desembre de 2001  | Socorro              | LINEAR                       |
| 151140 -          | 2001 XX41              | 9 de desembre de 2001  | Socorro              | LINEAR                       |
| 151141 -          | 2001 XG43              | 9 de desembre de 2001  | Socorro              | LINEAR                       |
| 151142 -          | 2001 XP43              | 9 de desembre de 2001  | Socorro              | LINEAR                       |
| 151143 -          | 2001 XQ47              | 9 de desembre de 2001  | Socorro              | LINEAR                       |
| 151144 -          | 2001 XG48              | 10 de desembre de 2001 | Socorro              | LINEAR                       |
| 151145 -          | 2001 XT49              | 10 de desembre de 2001 | Socorro              | LINEAR                       |
| 151146 -          | 2001 XH53              | 10 de desembre de 2001 | Socorro              | LINEAR                       |
| 151147 -          | 2001 XZ54              | 10 de desembre de 2001 | Socorro              | LINEAR                       |
| 151148 -          | 2001 XP58              | 10 de desembre de 2001 | Socorro              | LINEAR                       |
| 151149 -          | 2001 XK59              | 10 de desembre de 2001 | Socorro              | LINEAR                       |
| 151150 -          | 2001 XM59              | 10 de desembre de 2001 | Socorro              | LINEAR                       |
| 151151 -          | 2001 XS74              | 11 de desembre de 2001 | Socorro              | LINEAR                       |
| 151152 -          | 2001 XC75              | 11 de desembre de 2001 | Socorro              | LINEAR                       |
| 151153 -          | 2001 XJ78              | 11 de desembre de 2001 | Socorro              | LINEAR                       |
| 151154 -          | 2001 XD89              | 10 de desembre de 2001 | Socorro              | LINEAR                       |
| 151155 -          | 2001 XL92              | 10 de desembre de 2001 | Socorro              | LINEAR                       |
| 151156 -          | 2001 XK102             | 11 de desembre de 2001 | Socorro              | LINEAR                       |
| 151157 -          | 2001 XA105             | 14 de desembre de 2001 | Kitt Peak            | Spacewatch                   |
| 151158 -          | 2001 XD113             | 11 de desembre de 2001 | Socorro              | LINEAR                       |
| 151159 -          | 2001 XR126             | 14 de desembre de 2001 | Socorro              | LINEAR                       |
| 151160 -          | 2001 XJ130             | 14 de desembre de 2001 | Socorro              | LINEAR                       |
| 151161 -          | 2001 XL130             | 14 de desembre de 2001 | Socorro              | LINEAR                       |
| 151162 -          | 2001 XJ137             | 14 de desembre de 2001 | Socorro              | LINEAR                       |
| 151163 -          | 2001 XU137             | 14 de desembre de 2001 | Socorro              | LINEAR                       |
| 151164 -          | 2001 XR138             | 14 de desembre de 2001 | Socorro              | LINEAR                       |
| 151165 -          | 2001 XB140             | 14 de desembre de 2001 | Socorro              | LINEAR                       |
| 151166 -          | 2001 XD148             | 14 de desembre de 2001 | Socorro              | LINEAR                       |
| 151167 -          | 2001 XP151             | 14 de desembre de 2001 | Socorro              | LINEAR                       |
| 151168 -          | 2001 XC154             | 14 de desembre de 2001 | Socorro              | LINEAR                       |
| 151169 -          | 2001 XP157             | 14 de desembre de 2001 | Socorro              | LINEAR                       |
| 151170 -          | 2001 XR164             | 14 de desembre de 2001 | Socorro              | LINEAR                       |
| 151171 -          | 2001 XU166             | 14 de desembre de 2001 | Socorro              | LINEAR                       |
| 151172 -          | 2001 XW167             | 14 de desembre de 2001 | Socorro              | LINEAR                       |
| 151173 -          | 2001 XS171             | 14 de desembre de 2001 | Socorro              | LINEAR                       |
| 151174 -          | 2001 XT182             | 14 de desembre de 2001 | Socorro              | LINEAR                       |
| 151175 -          | 2001 XP189             | 14 de desembre de 2001 | Socorro              | LINEAR                       |
| 151176 -          | 2001 XM194             | 14 de desembre de 2001 | Socorro              | LINEAR                       |
| 151177 -          | 2001 XV195             | 14 de desembre de 2001 | Socorro              | LINEAR                       |
| 151178 -          | 2001 XJ200             | 15 de desembre de 2001 | Socorro              | LINEAR                       |
| 151179 -          | 2001 XE206             | 11 de desembre de 2001 | Socorro              | LINEAR                       |
| 151180 -          | 2001 XY207             | 11 de desembre de 2001 | Socorro              | LINEAR                       |
| 151181 -          | 2001 XR209             | 11 de desembre de 2001 | Socorro              | LINEAR                       |
| 151182 -          | 2001 XU211             | 11 de desembre de 2001 | Socorro              | LINEAR                       |
| 151183 -          | 2001 XZ211             | 11 de desembre de 2001 | Socorro              | LINEAR                       |
| 151184 -          | 2001 XW212             | 11 de desembre de 2001 | Socorro              | LINEAR                       |
| 151185 -          | 2001 XH214             | 11 de desembre de 2001 | Socorro              | LINEAR                       |
| 151186 -          | 2001 XP216             | 14 de desembre de 2001 | Socorro              | LINEAR                       |
| 151187 -          | 2001 XB217             | 14 de desembre de 2001 | Socorro              | LINEAR                       |
| 151188 -          | 2001 XK217             | 14 de desembre de 2001 | Socorro              | LINEAR                       |
| 151189 -          | 2001 XH218             | 15 de desembre de 2001 | Socorro              | LINEAR                       |
| 151190 -          | 2001 XT219             | 15 de desembre de 2001 | Socorro              | LINEAR                       |
| 151191 -          | 2001 XD220             | 15 de desembre de 2001 | Socorro              | LINEAR                       |
| 151192 -          | 2001 XS221             | 15 de desembre de 2001 | Socorro              | LINEAR                       |
| 151193 -          | 2001 XL222             | 15 de desembre de 2001 | Socorro              | LINEAR                       |
| 151194 -          | 2001 XG230             | 15 de desembre de 2001 | Socorro              | LINEAR                       |
| 151195 -          | 2001 XQ231             | 15 de desembre de 2001 | Socorro              | LINEAR                       |
| 151196 -          | 2001 XB263             | 14 de desembre de 2001 | Kitt Peak            | Spacewatch                   |
| 151197 -          | 2001 YS                | 18 de desembre de 2001 | Kingsnake            | J. V. McClusky               |
| 151198 -          | 2001 YS6               | 17 de desembre de 2001 | Socorro              | LINEAR                       |
| 151199 -          | 2001 YT14              | 17 de desembre de 2001 | Socorro              | LINEAR                       |
| 151200 -          | 2001 YP15              | 17 de desembre de 2001 | Socorro              | LINEAR                       |
| 151201-151300     |                        |                        |                      |                              |
| 151201 -          | 2001 YT18              | 17 de desembre de 2001 | Socorro              | LINEAR                       |
| 151202 -          | 2001 YB23              | 18 de desembre de 2001 | Socorro              | LINEAR                       |
| 151203 -          | 2001 YV26              | 18 de desembre de 2001 | Socorro              | LINEAR                       |
| 151204 -          | 2001 YV29              | 18 de desembre de 2001 | Socorro              | LINEAR                       |
| 151205 -          | 2001 YQ31              | 18 de desembre de 2001 | Socorro              | LINEAR                       |
| 151206 -          | 2001 YY33              | 18 de desembre de 2001 | Socorro              | LINEAR                       |
| 151207 -          | 2001 YS36              | 18 de desembre de 2001 | Socorro              | LINEAR                       |
| 151208 -          | 2001 YK37              | 18 de desembre de 2001 | Socorro              | LINEAR                       |
| 151209 -          | 2001 YP41              | 18 de desembre de 2001 | Socorro              | LINEAR                       |
| 151210 -          | 2001 YK43              | 18 de desembre de 2001 | Socorro              | LINEAR                       |
| 151211 -          | 2001 YX45              | 18 de desembre de 2001 | Socorro              | LINEAR                       |
| 151212 -          | 2001 YD52              | 18 de desembre de 2001 | Socorro              | LINEAR                       |
| 151213 -          | 2001 YQ52              | 18 de desembre de 2001 | Socorro              | LINEAR                       |
| 151214 -          | 2001 YU52              | 18 de desembre de 2001 | Socorro              | LINEAR                       |
| 151215 -          | 2001 YA53              | 18 de desembre de 2001 | Socorro              | LINEAR                       |
| 151216 -          | 2001 YW57              | 18 de desembre de 2001 | Socorro              | LINEAR                       |
| 151217 -          | 2001 YH61              | 18 de desembre de 2001 | Socorro              | LINEAR                       |
| 151218 -          | 2001 YY65              | 18 de desembre de 2001 | Socorro              | LINEAR                       |
| 151219 -          | 2001 YA66              | 18 de desembre de 2001 | Socorro              | LINEAR                       |
| 151220 -          | 2001 YU68              | 18 de desembre de 2001 | Socorro              | LINEAR                       |
| 151221 -          | 2001 YS76              | 18 de desembre de 2001 | Socorro              | LINEAR                       |
| 151222 -          | 2001 YJ91              | 17 de desembre de 2001 | Palomar              | NEAT                         |
| 151223 -          | 2001 YB96              | 18 de desembre de 2001 | Palomar              | NEAT                         |
| 151224 -          | 2001 YL96              | 18 de desembre de 2001 | Palomar              | NEAT                         |
| 151225 -          | 2001 YM99              | 17 de desembre de 2001 | Socorro              | LINEAR                       |
| 151226 -          | 2001 YB102             | 17 de desembre de 2001 | Socorro              | LINEAR                       |
| 151227 -          | 2001 YR103             | 17 de desembre de 2001 | Socorro              | LINEAR                       |
| 151228 -          | 2001 YN106             | 17 de desembre de 2001 | Socorro              | LINEAR                       |
| 151229 -          | 2001 YB109             | 18 de desembre de 2001 | Socorro              | LINEAR                       |
| 151230 -          | 2001 YG114             | 18 de desembre de 2001 | Palomar              | NEAT                         |
| 151231 -          | 2001 YT114             | 19 de desembre de 2001 | Palomar              | NEAT                         |
| 151232 -          | 2001 YM116             | 18 de desembre de 2001 | Socorro              | LINEAR                       |
| 151233 -          | 2001 YT122             | 17 de desembre de 2001 | Socorro              | LINEAR                       |
| 151234 -          | 2001 YX122             | 17 de desembre de 2001 | Socorro              | LINEAR                       |
| 151235 -          | 2001 YG124             | 17 de desembre de 2001 | Socorro              | LINEAR                       |
| 151236 -          | 2001 YS128             | 17 de desembre de 2001 | Socorro              | LINEAR                       |
| 151237 -          | 2001 YR145             | 17 de desembre de 2001 | Socorro              | LINEAR                       |
| 151238 -          | 2001 YA153             | 19 de desembre de 2001 | Anderson Mesa        | LONEOS                       |
| 151239 -          | 2001 YR155             | 20 de desembre de 2001 | Palomar              | NEAT                         |
| 151240 -          | 2001 YL157             | 19 de desembre de 2001 | Anderson Mesa        | LONEOS                       |
| 151241 -          | 2002 AE                | 4 de gener de 2002     | Kleť                 | Kleť                         |
| 151242 -          | 2002 AH11              | 11 de gener de 2002    | Piszkéstető          | Piszkéstető                  |
| 151243 -          | 2002 AC20              | 5 de gener de 2002     | Haleakala            | NEAT                         |
| 151244 -          | 2002 AU23              | 6 de gener de 2002     | Palomar              | NEAT                         |
| 151245 -          | 2002 AJ24              | 8 de gener de 2002     | Palomar              | NEAT                         |
| 151246 -          | 2002 AK24              | 8 de gener de 2002     | Palomar              | NEAT                         |
| 151247 -          | 2002 AX24              | 8 de gener de 2002     | Palomar              | NEAT                         |
| 151248 -          | 2002 AA26              | 8 de gener de 2002     | Kitt Peak            | Spacewatch                   |
| 151249 -          | 2002 AX30              | 9 de gener de 2002     | Socorro              | LINEAR                       |
| 151250 -          | 2002 AN38              | 9 de gener de 2002     | Socorro              | LINEAR                       |
| 151251 -          | 2002 AE41              | 9 de gener de 2002     | Socorro              | LINEAR                       |
| 151252 -          | 2002 AJ47              | 9 de gener de 2002     | Socorro              | LINEAR                       |
| 151253 -          | 2002 AS51              | 9 de gener de 2002     | Socorro              | LINEAR                       |
| 151254 -          | 2002 AG55              | 9 de gener de 2002     | Socorro              | LINEAR                       |
| 151255 -          | 2002 AK55              | 9 de gener de 2002     | Socorro              | LINEAR                       |
| 151256 -          | 2002 AT57              | 9 de gener de 2002     | Socorro              | LINEAR                       |
| 151257 -          | 2002 AT59              | 9 de gener de 2002     | Socorro              | LINEAR                       |
| 151258 -          | 2002 AT65              | 12 de gener de 2002    | Socorro              | LINEAR                       |
| 151259 -          | 2002 AR69              | 8 de gener de 2002     | Socorro              | LINEAR                       |
| 151260 -          | 2002 AR79              | 8 de gener de 2002     | Socorro              | LINEAR                       |
| 151261 -          | 2002 AT84              | 9 de gener de 2002     | Socorro              | LINEAR                       |
| 151262 -          | 2002 AO88              | 9 de gener de 2002     | Socorro              | LINEAR                       |
| 151263 -          | 2002 AX95              | 8 de gener de 2002     | Socorro              | LINEAR                       |
| 151264 -          | 2002 AT101             | 8 de gener de 2002     | Socorro              | LINEAR                       |
| 151265 -          | 2002 AO114             | 9 de gener de 2002     | Socorro              | LINEAR                       |
| 151266 -          | 2002 AZ119             | 9 de gener de 2002     | Socorro              | LINEAR                       |
| 151267 -          | 2002 AY124             | 11 de gener de 2002    | Socorro              | LINEAR                       |
| 151268 -          | 2002 AJ133             | 8 de gener de 2002     | Socorro              | LINEAR                       |
| 151269 -          | 2002 AX138             | 9 de gener de 2002     | Socorro              | LINEAR                       |
| 151270 -          | 2002 AF140             | 13 de gener de 2002    | Socorro              | LINEAR                       |
| 151271 -          | 2002 AO146             | 13 de gener de 2002    | Socorro              | LINEAR                       |
| 151272 -          | 2002 AG147             | 14 de gener de 2002    | Socorro              | LINEAR                       |
| 151273 -          | 2002 AF149             | 14 de gener de 2002    | Socorro              | LINEAR                       |
| 151274 -          | 2002 AE159             | 13 de gener de 2002    | Socorro              | LINEAR                       |
| 151275 -          | 2002 AH181             | 5 de gener de 2002     | Palomar              | NEAT                         |
| 151276 -          | 2002 AD182             | 5 de gener de 2002     | Palomar              | NEAT                         |
| 151277 -          | 2002 AM182             | 5 de gener de 2002     | Palomar              | NEAT                         |
| 151278 -          | 2002 AK183             | 6 de gener de 2002     | Anderson Mesa        | LONEOS                       |
| 151279 -          | 2002 AY184             | 8 de gener de 2002     | Palomar              | NEAT                         |
| 151280 -          | 2002 AM188             | 10 de gener de 2002    | Campo Imperatore     | CINEOS                       |
| 151281 -          | 2002 AK193             | 12 de gener de 2002    | Kitt Peak            | Spacewatch                   |
| 151282 -          | 2002 AV195             | 13 de gener de 2002    | Kitt Peak            | Spacewatch                   |
| 151283 -          | 2002 AM202             | 13 de gener de 2002    | Socorro              | LINEAR                       |
| 151284 -          | 2002 AK203             | 7 de gener de 2002     | Kitt Peak            | Spacewatch                   |
| 151285 -          | 2002 AQ208             | 5 de gener de 2002     | Kitt Peak            | Spacewatch                   |
| 151286 -          | 2002 BJ14              | 19 de gener de 2002    | Socorro              | LINEAR                       |
| 151287 -          | 2002 BQ22              | 23 de gener de 2002    | Socorro              | LINEAR                       |
| 151288 -          | 2002 BV24              | 23 de gener de 2002    | Socorro              | LINEAR                       |
| 151289 -          | 2002 BW31              | 18 de gener de 2002    | Palomar              | NEAT                         |
| 151290 -          | 2002 CO7               | 6 de febrer de 2002    | Desert Eagle         | W. K. Y. Yeung               |
| 151291 -          | 2002 CV10              | 6 de febrer de 2002    | Socorro              | LINEAR                       |
| 151292 -          | 2002 CD13              | 8 de febrer de 2002    | Fountain Hills       | C. W. Juels, P. R. Holvorcem |
| 151293 -          | 2002 CN26              | 6 de febrer de 2002    | Socorro              | LINEAR                       |
| 151294 -          | 2002 CV27              | 6 de febrer de 2002    | Socorro              | LINEAR                       |
| 151295 -          | 2002 CY33              | 6 de febrer de 2002    | Socorro              | LINEAR                       |
| 151296 -          | 2002 CQ46              | 12 de febrer de 2002   | Cordell-Lorenz       | D. T. Durig                  |
| 151297 -          | 2002 CE52              | 12 de febrer de 2002   | Desert Eagle         | W. K. Y. Yeung               |
| 151298 -          | 2002 CD67              | 7 de febrer de 2002    | Socorro              | LINEAR                       |
| 151299 -          | 2002 CV77              | 7 de febrer de 2002    | Socorro              | LINEAR                       |
| 151300 -          | 2002 CL81              | 7 de febrer de 2002    | Socorro              | LINEAR                       |
| 151301-151400     |                        |                        |                      |                              |
| 151301 -          | 2002 CW82              | 7 de febrer de 2002    | Socorro              | LINEAR                       |
| 151302 -          | 2002 CZ83              | 7 de febrer de 2002    | Socorro              | LINEAR                       |
| 151303 -          | 2002 CT84              | 7 de febrer de 2002    | Socorro              | LINEAR                       |
| 151304 -          | 2002 CJ85              | 7 de febrer de 2002    | Socorro              | LINEAR                       |
| 151305 -          | 2002 CW90              | 7 de febrer de 2002    | Socorro              | LINEAR                       |
| 151306 -          | 2002 CZ90              | 7 de febrer de 2002    | Socorro              | LINEAR                       |
| 151307 -          | 2002 CJ92              | 7 de febrer de 2002    | Socorro              | LINEAR                       |
| 151308 -          | 2002 CO95              | 7 de febrer de 2002    | Socorro              | LINEAR                       |
| 151309 -          | 2002 CD97              | 7 de febrer de 2002    | Socorro              | LINEAR                       |
| 151310 -          | 2002 CO98              | 7 de febrer de 2002    | Socorro              | LINEAR                       |
| 151311 -          | 2002 CA105             | 7 de febrer de 2002    | Socorro              | LINEAR                       |
| 151312 -          | 2002 CY105             | 7 de febrer de 2002    | Socorro              | LINEAR                       |
| 151313 -          | 2002 CN107             | 7 de febrer de 2002    | Socorro              | LINEAR                       |
| 151314 -          | 2002 CF108             | 7 de febrer de 2002    | Socorro              | LINEAR                       |
| 151315 -          | 2002 CQ115             | 8 de febrer de 2002    | Needville            | Needville                    |
| 151316 -          | 2002 CE118             | 14 de febrer de 2002   | Desert Eagle         | W. K. Y. Yeung               |
| 151317 -          | 2002 CH121             | 7 de febrer de 2002    | Socorro              | LINEAR                       |
| 151318 -          | 2002 CH123             | 7 de febrer de 2002    | Socorro              | LINEAR                       |
| 151319 -          | 2002 CT125             | 7 de febrer de 2002    | Socorro              | LINEAR                       |
| 151320 -          | 2002 CQ131             | 7 de febrer de 2002    | Socorro              | LINEAR                       |
| 151321 -          | 2002 CY133             | 7 de febrer de 2002    | Socorro              | LINEAR                       |
| 151322 -          | 2002 CO136             | 8 de febrer de 2002    | Socorro              | LINEAR                       |
| 151323 -          | 2002 CF138             | 8 de febrer de 2002    | Socorro              | LINEAR                       |
| 151324 -          | 2002 CG147             | 9 de febrer de 2002    | Socorro              | LINEAR                       |
| 151325 -          | 2002 CN147             | 10 de febrer de 2002   | Socorro              | LINEAR                       |
| 151326 -          | 2002 CO149             | 10 de febrer de 2002   | Socorro              | LINEAR                       |
| 151327 -          | 2002 CG151             | 10 de febrer de 2002   | Socorro              | LINEAR                       |
| 151328 -          | 2002 CF163             | 8 de febrer de 2002    | Socorro              | LINEAR                       |
| 151329 -          | 2002 CO176             | 10 de febrer de 2002   | Socorro              | LINEAR                       |
| 151330 -          | 2002 CD178             | 10 de febrer de 2002   | Socorro              | LINEAR                       |
| 151331 -          | 2002 CH198             | 10 de febrer de 2002   | Socorro              | LINEAR                       |
| 151332 -          | 2002 CK202             | 10 de febrer de 2002   | Socorro              | LINEAR                       |
| 151333 -          | 2002 CF203             | 10 de febrer de 2002   | Socorro              | LINEAR                       |
| 151334 -          | 2002 CY213             | 10 de febrer de 2002   | Socorro              | LINEAR                       |
| 151335 -          | 2002 CH216             | 10 de febrer de 2002   | Socorro              | LINEAR                       |
| 151336 -          | 2002 CE217             | 10 de febrer de 2002   | Socorro              | LINEAR                       |
| 151337 -          | 2002 CM217             | 10 de febrer de 2002   | Socorro              | LINEAR                       |
| 151338 -          | 2002 CM224             | 11 de febrer de 2002   | Socorro              | LINEAR                       |
| 151339 -          | 2002 CT224             | 11 de febrer de 2002   | Socorro              | LINEAR                       |
| 151340 -          | 2002 CE227             | 6 de febrer de 2002    | Palomar              | NEAT                         |
| 151341 -          | 2002 CK236             | 12 de febrer de 2002   | Kitt Peak            | Spacewatch                   |
| 151342 -          | 2002 CV236             | 8 de febrer de 2002    | Socorro              | LINEAR                       |
| 151343 -          | 2002 CM241             | 11 de febrer de 2002   | Socorro              | LINEAR                       |
| 151344 -          | 2002 CE246             | 13 de febrer de 2002   | Kitt Peak            | Spacewatch                   |
| 151345 -          | 2002 CD247             | 15 de febrer de 2002   | Socorro              | LINEAR                       |
| 151346 -          | 2002 CK259             | 6 de febrer de 2002    | Socorro              | LINEAR                       |
| 151347 -          | 2002 CP265             | 6 de febrer de 2002    | Kitt Peak            | Spacewatch                   |
| 151348 -          | 2002 CJ270             | 7 de febrer de 2002    | Kitt Peak            | Spacewatch                   |
| 151349 -          | 2002 CW270             | 8 de febrer de 2002    | Kitt Peak            | M. W. Buie                   |
| 151350 -          | 2002 CZ279             | 7 de febrer de 2002    | Kitt Peak            | Spacewatch                   |
| 151351 -          | 2002 CS282             | 8 de febrer de 2002    | Kitt Peak            | M. W. Buie                   |
| 151352 -          | 2002 CK286             | 10 de febrer de 2002   | Socorro              | LINEAR                       |
| 151353 -          | 2002 CW291             | 11 de febrer de 2002   | Socorro              | LINEAR                       |
| 151354 -          | 2002 CW294             | 10 de febrer de 2002   | Socorro              | LINEAR                       |
| 151355 -          | 2002 CH295             | 10 de febrer de 2002   | Socorro              | LINEAR                       |
| 151356 -          | 2002 CQ296             | 10 de febrer de 2002   | Socorro              | LINEAR                       |
| 151357 -          | 2002 CN304             | 15 de febrer de 2002   | Socorro              | LINEAR                       |
| 151358 -          | 2002 CY309             | 6 de febrer de 2002    | Palomar              | NEAT                         |
| 151359 -          | 2002 CG311             | 10 de febrer de 2002   | Socorro              | LINEAR                       |
| 151360 -          | 2002 CA312             | 15 de febrer de 2002   | Socorro              | LINEAR                       |
| 151361 -          | 2002 CB312             | 12 de febrer de 2002   | Socorro              | LINEAR                       |
| 151362 Chenkegong | 2002 CP313             | 11 de febrer de 2002   | Nanchuan             | Q.-z. Ye                     |
| 151363 -          | 2002 CO314             | 10 de febrer de 2002   | Socorro              | LINEAR                       |
| 151364 -          | 2002 DN3               | 21 de febrer de 2002   | Socorro              | LINEAR                       |
| 151365 -          | 2002 DR6               | 20 de febrer de 2002   | Kitt Peak            | Spacewatch                   |
| 151366 -          | 2002 DK15              | 16 de febrer de 2002   | Palomar              | NEAT                         |
| 151367 -          | 2002 DM16              | 20 de febrer de 2002   | Socorro              | LINEAR                       |
| 151368 -          | 2002 ET3               | 10 de març de 2002     | Cima Ekar            | Asiago-DLR Asteroid Survey   |
| 151369 -          | 2002 EB4               | 10 de març de 2002     | Cima Ekar            | Asiago-DLR Asteroid Survey   |
| 151370 -          | 2002 EF5               | 10 de març de 2002     | Cima Ekar            | Asiago-DLR Asteroid Survey   |
| 151371 -          | 2002 EK14              | 5 de març de 2002      | Haleakala            | NEAT                         |
| 151372 -          | 2002 EM15              | 5 de març de 2002      | Palomar              | NEAT                         |
| 151373 -          | 2002 EW16              | 6 de març de 2002      | Socorro              | LINEAR                       |
| 151374 -          | 2002 EX19              | 9 de març de 2002      | Socorro              | LINEAR                       |
| 151375 -          | 2002 EK22              | 10 de març de 2002     | Haleakala            | NEAT                         |
| 151376 -          | 2002 EP26              | 10 de març de 2002     | Anderson Mesa        | LONEOS                       |
| 151377 -          | 2002 EY27              | 9 de març de 2002      | Socorro              | LINEAR                       |
| 151378 -          | 2002 EH43              | 12 de març de 2002     | Socorro              | LINEAR                       |
| 151379 -          | 2002 ED45              | 10 de març de 2002     | Haleakala            | NEAT                         |
| 151380 -          | 2002 EF47              | 12 de març de 2002     | Palomar              | NEAT                         |
| 151381 -          | 2002 EY49              | 12 de març de 2002     | Palomar              | NEAT                         |
| 151382 -          | 2002 EY50              | 12 de març de 2002     | Palomar              | NEAT                         |
| 151383 -          | 2002 EZ58              | 13 de març de 2002     | Socorro              | LINEAR                       |
| 151384 -          | 2002 EU59              | 13 de març de 2002     | Socorro              | LINEAR                       |
| 151385 -          | 2002 EH62              | 13 de març de 2002     | Socorro              | LINEAR                       |
| 151386 -          | 2002 EL63              | 13 de març de 2002     | Socorro              | LINEAR                       |
| 151387 -          | 2002 EF68              | 13 de març de 2002     | Socorro              | LINEAR                       |
| 151388 -          | 2002 EY69              | 13 de març de 2002     | Socorro              | LINEAR                       |
| 151389 -          | 2002 EZ69              | 13 de març de 2002     | Socorro              | LINEAR                       |
| 151390 -          | 2002 ED71              | 13 de març de 2002     | Socorro              | LINEAR                       |
| 151391 -          | 2002 EM72              | 13 de març de 2002     | Socorro              | LINEAR                       |
| 151392 -          | 2002 EJ78              | 11 de març de 2002     | Kitt Peak            | Spacewatch                   |
| 151393 -          | 2002 ET79              | 11 de març de 2002     | Haleakala            | NEAT                         |
| 151394 -          | 2002 EX79              | 12 de març de 2002     | Palomar              | NEAT                         |
| 151395 -          | 2002 ET83              | 9 de març de 2002      | Socorro              | LINEAR                       |
| 151396 -          | 2002 EM86              | 9 de març de 2002      | Socorro              | LINEAR                       |
| 151397 -          | 2002 EF89              | 11 de març de 2002     | Socorro              | LINEAR                       |
| 151398 -          | 2002 EH89              | 11 de març de 2002     | Socorro              | LINEAR                       |
| 151399 -          | 2002 EU90              | 12 de març de 2002     | Socorro              | LINEAR                       |
| 151400 -          | 2002 EW99              | 5 de març de 2002      | Anderson Mesa        | LONEOS                       |
| 151401-151500     |                        |                        |                      |                              |
| 151401 -          | 2002 EC101             | 6 de març de 2002      | Socorro              | LINEAR                       |
| 151402 -          | 2002 EW105             | 9 de març de 2002      | Anderson Mesa        | LONEOS                       |
| 151403 -          | 2002 EV106             | 9 de març de 2002      | Anderson Mesa        | LONEOS                       |
| 151404 -          | 2002 ER107             | 10 de març de 2002     | Kitt Peak            | Spacewatch                   |
| 151405 -          | 2002 EQ111             | 9 de març de 2002      | Catalina             | CSS                          |
| 151406 -          | 2002 EO115             | 10 de març de 2002     | Anderson Mesa        | LONEOS                       |
| 151407 -          | 2002 EF116             | 11 de març de 2002     | Palomar              | NEAT                         |
| 151408 -          | 2002 EN121             | 11 de març de 2002     | Kitt Peak            | Spacewatch                   |
| 151409 -          | 2002 EX125             | 12 de març de 2002     | Palomar              | NEAT                         |
| 151410 -          | 2002 EC126             | 12 de març de 2002     | Palomar              | NEAT                         |
| 151411 -          | 2002 EN131             | 13 de març de 2002     | Palomar              | NEAT                         |
| 151412 -          | 2002 EB137             | 12 de març de 2002     | Palomar              | NEAT                         |
| 151413 -          | 2002 EN137             | 12 de març de 2002     | Palomar              | NEAT                         |
| 151414 -          | 2002 EL139             | 12 de març de 2002     | Kitt Peak            | Spacewatch                   |
| 151415 -          | 2002 ES140             | 12 de març de 2002     | Palomar              | NEAT                         |
| 151416 -          | 2002 ED145             | 13 de març de 2002     | Socorro              | LINEAR                       |
| 151417 -          | 2002 EA146             | 13 de març de 2002     | Cima Ekar            | Asiago-DLR Asteroid Survey   |
| 151418 -          | 2002 ES146             | 14 de març de 2002     | Anderson Mesa        | LONEOS                       |
| 151419 -          | 2002 EA150             | 15 de març de 2002     | Palomar              | NEAT                         |
| 151420 -          | 2002 EK151             | 15 de març de 2002     | Kitt Peak            | Spacewatch                   |
| 151421 -          | 2002 EW151             | 15 de març de 2002     | Kitt Peak            | Spacewatch                   |
| 151422 -          | 2002 FH                | 16 de març de 2002     | Desert Eagle         | W. K. Y. Yeung               |
| 151423 -          | 2002 FS1               | 19 de març de 2002     | Fountain Hills       | Fountain Hills               |
| 151424 -          | 2002 FT1               | 19 de març de 2002     | Fountain Hills       | Fountain Hills               |
| 151425 -          | 2002 FT2               | 19 de març de 2002     | Desert Eagle         | W. K. Y. Yeung               |
| 151426 -          | 2002 FV2               | 19 de març de 2002     | Desert Eagle         | W. K. Y. Yeung               |
| 151427 -          | 2002 FF3               | 16 de març de 2002     | Socorro              | LINEAR                       |
| 151428 -          | 2002 FO10              | 17 de març de 2002     | Socorro              | LINEAR                       |
| 151429 -          | 2002 FT13              | 16 de març de 2002     | Haleakala            | NEAT                         |
| 151430 Nemunas    | 2002 FC14              | 16 de març de 2002     | Moletai              | MAO                          |
| 151431 -          | 2002 FH14              | 16 de març de 2002     | Socorro              | LINEAR                       |
| 151432 -          | 2002 FN27              | 20 de març de 2002     | Socorro              | LINEAR                       |
| 151433 -          | 2002 FS28              | 20 de març de 2002     | Socorro              | LINEAR                       |
| 151434 -          | 2002 FK38              | 30 de març de 2002     | Palomar              | NEAT                         |
| 151435 -          | 2002 FN39              | 16 de març de 2002     | Socorro              | LINEAR                       |
| 151436 -          | 2002 GK2               | 6 d'abril de 2002      | Kleť                 | Kleť                         |
| 151437 -          | 2002 GB7               | 12 d'abril de 2002     | Desert Eagle         | W. K. Y. Yeung               |
| 151438 -          | 2002 GL7               | 14 d'abril de 2002     | Desert Eagle         | W. K. Y. Yeung               |
| 151439 -          | 2002 GY8               | 14 d'abril de 2002     | Palomar              | NEAT                         |
| 151440 -          | 2002 GY14              | 15 d'abril de 2002     | Socorro              | LINEAR                       |
| 151441 -          | 2002 GT16              | 15 d'abril de 2002     | Socorro              | LINEAR                       |
| 151442 -          | 2002 GJ26              | 14 d'abril de 2002     | Socorro              | LINEAR                       |
| 151443 -          | 2002 GH34              | 1 d'abril de 2002      | Palomar              | NEAT                         |
| 151444 -          | 2002 GR45              | 4 d'abril de 2002      | Palomar              | NEAT                         |
| 151445 -          | 2002 GW49              | 5 d'abril de 2002      | Palomar              | NEAT                         |
| 151446 -          | 2002 GU53              | 5 d'abril de 2002      | Anderson Mesa        | LONEOS                       |
| 151447 -          | 2002 GZ54              | 5 d'abril de 2002      | Anderson Mesa        | LONEOS                       |
| 151448 -          | 2002 GS77              | 9 d'abril de 2002      | Socorro              | LINEAR                       |
| 151449 -          | 2002 GY77              | 9 d'abril de 2002      | Socorro              | LINEAR                       |
| 151450 -          | 2002 GC86              | 10 d'abril de 2002     | Socorro              | LINEAR                       |
| 151451 -          | 2002 GB101             | 10 d'abril de 2002     | Socorro              | LINEAR                       |
| 151452 -          | 2002 GX101             | 10 d'abril de 2002     | Socorro              | LINEAR                       |
| 151453 -          | 2002 GT102             | 10 d'abril de 2002     | Socorro              | LINEAR                       |
| 151454 -          | 2002 GP104             | 10 d'abril de 2002     | Socorro              | LINEAR                       |
| 151455 -          | 2002 GL105             | 11 d'abril de 2002     | Anderson Mesa        | LONEOS                       |
| 151456 -          | 2002 GH106             | 11 d'abril de 2002     | Anderson Mesa        | LONEOS                       |
| 151457 -          | 2002 GX106             | 11 d'abril de 2002     | Anderson Mesa        | LONEOS                       |
| 151458 -          | 2002 GV108             | 11 d'abril de 2002     | Palomar              | NEAT                         |
| 151459 -          | 2002 GS109             | 11 d'abril de 2002     | Palomar              | NEAT                         |
| 151460 -          | 2002 GZ110             | 10 d'abril de 2002     | Socorro              | LINEAR                       |
| 151461 -          | 2002 GB113             | 11 d'abril de 2002     | Anderson Mesa        | LONEOS                       |
| 151462 -          | 2002 GJ119             | 12 d'abril de 2002     | Palomar              | NEAT                         |
| 151463 -          | 2002 GS121             | 10 d'abril de 2002     | Socorro              | LINEAR                       |
| 151464 -          | 2002 GE128             | 12 d'abril de 2002     | Socorro              | LINEAR                       |
| 151465 -          | 2002 GX140             | 13 d'abril de 2002     | Kitt Peak            | Spacewatch                   |
| 151466 -          | 2002 GL150             | 14 d'abril de 2002     | Socorro              | LINEAR                       |
| 151467 -          | 2002 GK153             | 12 d'abril de 2002     | Palomar              | NEAT                         |
| 151468 -          | 2002 GT154             | 13 d'abril de 2002     | Palomar              | NEAT                         |
| 151469 -          | 2002 GX154             | 13 d'abril de 2002     | Palomar              | NEAT                         |
| 151470 -          | 2002 GL160             | 15 d'abril de 2002     | Palomar              | NEAT                         |
| 151471 -          | 2002 GD161             | 15 d'abril de 2002     | Anderson Mesa        | LONEOS                       |
| 151472 -          | 2002 GJ167             | 9 d'abril de 2002      | Socorro              | LINEAR                       |
| 151473 -          | 2002 GP168             | 9 d'abril de 2002      | Socorro              | LINEAR                       |
| 151474 -          | 2002 HZ2               | 16 d'abril de 2002     | Socorro              | LINEAR                       |
| 151475 -          | 2002 HF11              | 21 d'abril de 2002     | Palomar              | NEAT                         |
| 151476 -          | 2002 HE13              | 22 d'abril de 2002     | Socorro              | LINEAR                       |
| 151477 -          | 2002 HG16              | 18 d'abril de 2002     | Kitt Peak            | Spacewatch                   |
| 151478 -          | 2002 JR                | 3 de maig de 2002      | Desert Eagle         | W. K. Y. Yeung               |
| 151479 -          | 2002 JL4               | 5 de maig de 2002      | Socorro              | LINEAR                       |
| 151480 -          | 2002 JR4               | 5 de maig de 2002      | Socorro              | LINEAR                       |
| 151481 -          | 2002 JV9               | 6 de maig de 2002      | Socorro              | LINEAR                       |
| 151482 -          | 2002 JM10              | 6 de maig de 2002      | Socorro              | LINEAR                       |
| 151483 -          | 2002 JH16              | 7 de maig de 2002      | Socorro              | LINEAR                       |
| 151484 -          | 2002 JP16              | 6 de maig de 2002      | Palomar              | NEAT                         |
| 151485 -          | 2002 JX17              | 7 de maig de 2002      | Palomar              | NEAT                         |
| 151486 -          | 2002 JM22              | 8 de maig de 2002      | Socorro              | LINEAR                       |
| 151487 -          | 2002 JU22              | 8 de maig de 2002      | Socorro              | LINEAR                       |
| 151488 -          | 2002 JG23              | 8 de maig de 2002      | Socorro              | LINEAR                       |
| 151489 -          | 2002 JE30              | 9 de maig de 2002      | Socorro              | LINEAR                       |
| 151490 -          | 2002 JL45              | 9 de maig de 2002      | Socorro              | LINEAR                       |
| 151491 -          | 2002 JU46              | 9 de maig de 2002      | Socorro              | LINEAR                       |
| 151492 -          | 2002 JS58              | 9 de maig de 2002      | Socorro              | LINEAR                       |
| 151493 -          | 2002 JE68              | 9 de maig de 2002      | Socorro              | LINEAR                       |
| 151494 -          | 2002 JU68              | 6 de maig de 2002      | Socorro              | LINEAR                       |
| 151495 -          | 2002 JM69              | 7 de maig de 2002      | Socorro              | LINEAR                       |
| 151496 -          | 2002 JC72              | 8 de maig de 2002      | Socorro              | LINEAR                       |
| 151497 -          | 2002 JD78              | 11 de maig de 2002     | Socorro              | LINEAR                       |
| 151498 -          | 2002 JM78              | 11 de maig de 2002     | Socorro              | LINEAR                       |
| 151499 -          | 2002 JL97              | 6 de maig de 2002      | Kvistaberg           | Uppsala-DLR Asteroid Survey  |
| 151500 -          | 2002 JE108             | 14 de maig de 2002     | Palomar              | NEAT                         |
| 151501-151600     |                        |                        |                      |                              |
| 151501 -          | 2002 JW119             | 5 de maig de 2002      | Palomar              | NEAT                         |
| 151502 -          | 2002 JK123             | 6 de maig de 2002      | Palomar              | NEAT                         |
| 151503 -          | 2002 JA125             | 7 de maig de 2002      | Palomar              | NEAT                         |
| 151504 -          | 2002 KQ9               | 30 de maig de 2002     | Palomar              | NEAT                         |
| 151505 -          | 2002 LG37              | 10 de juny de 2002     | Socorro              | LINEAR                       |
| 151506 -          | 2002 LV57              | 11 de juny de 2002     | Anderson Mesa        | LONEOS                       |
| 151507 -          | 2002 MK1               | 18 de juny de 2002     | Socorro              | LINEAR                       |
| 151508 -          | 2002 NW33              | 13 de juliol de 2002   | Haleakala            | NEAT                         |
| 151509 -          | 2002 NK48              | 14 de juliol de 2002   | Palomar              | NEAT                         |
| 151510 -          | 2002 NW59              | 15 de juliol de 2002   | Palomar              | NEAT                         |
| 151511 -          | 2002 PL22              | 6 d'agost de 2002      | Palomar              | NEAT                         |
| 151512 -          | 2002 PW31              | 6 d'agost de 2002      | Palomar              | NEAT                         |
| 151513 -          | 2002 PW44              | 5 d'agost de 2002      | Socorro              | LINEAR                       |
| 151514 -          | 2002 PG52              | 8 d'agost de 2002      | Palomar              | NEAT                         |
| 151515 -          | 2002 PD61              | 11 d'agost de 2002     | Socorro              | LINEAR                       |
| 151516 -          | 2002 PN78              | 11 d'agost de 2002     | Palomar              | NEAT                         |
| 151517 -          | 2002 PQ113             | 15 d'agost de 2002     | Socorro              | LINEAR                       |
| 151518 -          | 2002 PE133             | 14 d'agost de 2002     | Socorro              | LINEAR                       |
| 151519 -          | 2002 QG36              | 30 d'agost de 2002     | Ametlla de Mar       | Ametlla de Mar               |
| 151520 -          | 2002 RL1               | 1 de setembre de 2002  | Haleakala            | NEAT                         |
| 151521 -          | 2002 RB2               | 4 de setembre de 2002  | Anderson Mesa        | LONEOS                       |
| 151522 -          | 2002 RM17              | 4 de setembre de 2002  | Anderson Mesa        | LONEOS                       |
| 151523 -          | 2002 RG28              | 5 de setembre de 2002  | Anderson Mesa        | LONEOS                       |
| 151524 -          | 2002 RZ45              | 5 de setembre de 2002  | Socorro              | LINEAR                       |
| 151525 -          | 2002 RA50              | 5 de setembre de 2002  | Socorro              | LINEAR                       |
| 151526 -          | 2002 RU62              | 5 de setembre de 2002  | Socorro              | LINEAR                       |
| 151527 -          | 2002 RN67              | 3 de setembre de 2002  | Palomar              | NEAT                         |
| 151528 -          | 2002 RZ68              | 4 de setembre de 2002  | Anderson Mesa        | LONEOS                       |
| 151529 -          | 2002 RR80              | 5 de setembre de 2002  | Socorro              | LINEAR                       |
| 151530 -          | 2002 RO93              | 5 de setembre de 2002  | Anderson Mesa        | LONEOS                       |
| 151531 -          | 2002 RU99              | 5 de setembre de 2002  | Socorro              | LINEAR                       |
| 151532 -          | 2002 RN101             | 5 de setembre de 2002  | Socorro              | LINEAR                       |
| 151533 -          | 2002 RB103             | 5 de setembre de 2002  | Socorro              | LINEAR                       |
| 151534 -          | 2002 RM104             | 5 de setembre de 2002  | Socorro              | LINEAR                       |
| 151535 -          | 2002 RS110             | 6 de setembre de 2002  | Socorro              | LINEAR                       |
| 151536 -          | 2002 RR122             | 8 de setembre de 2002  | Haleakala            | NEAT                         |
| 151537 -          | 2002 RD132             | 11 de setembre de 2002 | Haleakala            | NEAT                         |
| 151538 -          | 2002 RH139             | 10 de setembre de 2002 | Haleakala            | NEAT                         |
| 151539 -          | 2002 RB180             | 14 de setembre de 2002 | Kitt Peak            | Spacewatch                   |
| 151540 -          | 2002 SR14              | 27 de setembre de 2002 | Palomar              | NEAT                         |
| 151541 -          | 2002 SE19              | 27 de setembre de 2002 | Palomar              | NEAT                         |
| 151542 -          | 2002 SH25              | 28 de setembre de 2002 | Haleakala            | NEAT                         |
| 151543 -          | 2002 SF35              | 29 de setembre de 2002 | Kitt Peak            | Spacewatch                   |
| 151544 -          | 2002 SE47              | 30 de setembre de 2002 | Socorro              | LINEAR                       |
| 151545 -          | 2002 SH47              | 30 de setembre de 2002 | Socorro              | LINEAR                       |
| 151546 -          | 2002 SE49              | 30 de setembre de 2002 | Socorro              | LINEAR                       |
| 151547 -          | 2002 SF54              | 30 de setembre de 2002 | Socorro              | LINEAR                       |
| 151548 -          | 2002 SE58              | 30 de setembre de 2002 | Haleakala            | NEAT                         |
| 151549 -          | 2002 TA5               | 1 d'octubre de 2002    | Socorro              | LINEAR                       |
| 151550 -          | 2002 TV8               | 1 d'octubre de 2002    | Anderson Mesa        | LONEOS                       |
| 151551 -          | 2002 TR24              | 2 d'octubre de 2002    | Socorro              | LINEAR                       |
| 151552 -          | 2002 TU27              | 2 d'octubre de 2002    | Socorro              | LINEAR                       |
| 151553 -          | 2002 TW27              | 2 d'octubre de 2002    | Socorro              | LINEAR                       |
| 151554 -          | 2002 TF31              | 2 d'octubre de 2002    | Socorro              | LINEAR                       |
| 151555 -          | 2002 TJ43              | 2 d'octubre de 2002    | Socorro              | LINEAR                       |
| 151556 -          | 2002 TO52              | 2 d'octubre de 2002    | Socorro              | LINEAR                       |
| 151557 -          | 2002 TM74              | 1 d'octubre de 2002    | Črni Vrh             | Črni Vrh                     |
| 151558 -          | 2002 TB75              | 1 d'octubre de 2002    | Anderson Mesa        | LONEOS                       |
| 151559 -          | 2002 TP77              | 1 d'octubre de 2002    | Anderson Mesa        | LONEOS                       |
| 151560 -          | 2002 TW82              | 2 d'octubre de 2002    | Socorro              | LINEAR                       |
| 151561 -          | 2002 TE88              | 3 d'octubre de 2002    | Socorro              | LINEAR                       |
| 151562 -          | 2002 TW100             | 4 d'octubre de 2002    | Socorro              | LINEAR                       |
| 151563 -          | 2002 TM135             | 4 d'octubre de 2002    | Socorro              | LINEAR                       |
| 151564 -          | 2002 TZ144             | 2 d'octubre de 2002    | Haleakala            | NEAT                         |
| 151565 -          | 2002 TH168             | 3 d'octubre de 2002    | Socorro              | LINEAR                       |
| 151566 -          | 2002 TJ169             | 3 d'octubre de 2002    | Palomar              | NEAT                         |
| 151567 -          | 2002 TW184             | 4 d'octubre de 2002    | Socorro              | LINEAR                       |
| 151568 -          | 2002 TP189             | 5 d'octubre de 2002    | Socorro              | LINEAR                       |
| 151569 -          | 2002 TU205             | 4 d'octubre de 2002    | Socorro              | LINEAR                       |
| 151570 -          | 2002 TO215             | 4 d'octubre de 2002    | Socorro              | LINEAR                       |
| 151571 -          | 2002 TC223             | 7 d'octubre de 2002    | Socorro              | LINEAR                       |
| 151572 -          | 2002 TX223             | 7 d'octubre de 2002    | Socorro              | LINEAR                       |
| 151573 -          | 2002 TM225             | 8 d'octubre de 2002    | Anderson Mesa        | LONEOS                       |
| 151574 -          | 2002 TD226             | 8 d'octubre de 2002    | Anderson Mesa        | LONEOS                       |
| 151575 -          | 2002 TD239             | 8 d'octubre de 2002    | Anderson Mesa        | LONEOS                       |
| 151576 -          | 2002 TJ242             | 9 d'octubre de 2002    | Anderson Mesa        | LONEOS                       |
| 151577 -          | 2002 TX246             | 9 d'octubre de 2002    | Kitt Peak            | Spacewatch                   |
| 151578 -          | 2002 TQ249             | 7 d'octubre de 2002    | Socorro              | LINEAR                       |
| 151579 -          | 2002 TQ255             | 9 d'octubre de 2002    | Socorro              | LINEAR                       |
| 151580 -          | 2002 TJ257             | 9 d'octubre de 2002    | Socorro              | LINEAR                       |
| 151581 -          | 2002 TG264             | 10 d'octubre de 2002   | Socorro              | LINEAR                       |
| 151582 -          | 2002 TD273             | 9 d'octubre de 2002    | Socorro              | LINEAR                       |
| 151583 -          | 2002 TL280             | 10 d'octubre de 2002   | Socorro              | LINEAR                       |
| 151584 -          | 2002 TS297             | 11 d'octubre de 2002   | Socorro              | LINEAR                       |
| 151585 -          | 2002 UO9               | 28 d'octubre de 2002   | Kitt Peak            | Spacewatch                   |
| 151586 -          | 2002 UK15              | 30 d'octubre de 2002   | Palomar              | NEAT                         |
| 151587 -          | 2002 UT19              | 30 d'octubre de 2002   | Haleakala            | NEAT                         |
| 151588 -          | 2002 UG23              | 29 d'octubre de 2002   | Fountain Hills       | Fountain Hills               |
| 151589 -          | 2002 UK40              | 31 d'octubre de 2002   | Socorro              | LINEAR                       |
| 151590 -          | 2002 UR58              | 29 d'octubre de 2002   | Apache Point         | SDSS                         |
| 151591 -          | 2002 VW7               | 1 de novembre de 2002  | Palomar              | NEAT                         |
| 151592 -          | 2002 VX11              | 1 de novembre de 2002  | Palomar              | NEAT                         |
| 151593 -          | 2002 VL22              | 5 de novembre de 2002  | Socorro              | LINEAR                       |
| 151594 -          | 2002 VL31              | 5 de novembre de 2002  | Socorro              | LINEAR                       |
| 151595 -          | 2002 VA34              | 5 de novembre de 2002  | Socorro              | LINEAR                       |
| 151596 -          | 2002 VM34              | 5 de novembre de 2002  | Socorro              | LINEAR                       |
| 151597 -          | 2002 VZ36              | 2 de novembre de 2002  | Haleakala            | NEAT                         |
| 151598 -          | 2002 VL37              | 4 de novembre de 2002  | Palomar              | NEAT                         |
| 151599 -          | 2002 VK40              | 5 de novembre de 2002  | Socorro              | LINEAR                       |
| 151600 -          | 2002 VG44              | 4 de novembre de 2002  | Haleakala            | NEAT                         |
| 151601-151700     |                        |                        |                      |                              |
| 151601 -          | 2002 VJ47              | 5 de novembre de 2002  | Anderson Mesa        | LONEOS                       |
| 151602 -          | 2002 VX47              | 5 de novembre de 2002  | Socorro              | LINEAR                       |
| 151603 -          | 2002 VG51              | 6 de novembre de 2002  | Anderson Mesa        | LONEOS                       |
| 151604 -          | 2002 VC61              | 5 de novembre de 2002  | Socorro              | LINEAR                       |
| 151605 -          | 2002 VJ61              | 5 de novembre de 2002  | Socorro              | LINEAR                       |
| 151606 -          | 2002 VU61              | 5 de novembre de 2002  | Socorro              | LINEAR                       |
| 151607 -          | 2002 VV70              | 7 de novembre de 2002  | Socorro              | LINEAR                       |
| 151608 -          | 2002 VA73              | 7 de novembre de 2002  | Socorro              | LINEAR                       |
| 151609 -          | 2002 VZ74              | 7 de novembre de 2002  | Socorro              | LINEAR                       |
| 151610 -          | 2002 VU79              | 7 de novembre de 2002  | Socorro              | LINEAR                       |
| 151611 -          | 2002 VY80              | 7 de novembre de 2002  | Socorro              | LINEAR                       |
| 151612 -          | 2002 VR84              | 7 de novembre de 2002  | Socorro              | LINEAR                       |
| 151613 -          | 2002 VT91              | 12 de novembre de 2002 | Socorro              | LINEAR                       |
| 151614 -          | 2002 VS93              | 12 de novembre de 2002 | Socorro              | LINEAR                       |
| 151615 -          | 2002 VR97              | 12 de novembre de 2002 | Socorro              | LINEAR                       |
| 151616 -          | 2002 VW99              | 13 de novembre de 2002 | Palomar              | NEAT                         |
| 151617 -          | 2002 VQ100             | 11 de novembre de 2002 | Anderson Mesa        | LONEOS                       |
| 151618 -          | 2002 VZ102             | 12 de novembre de 2002 | Socorro              | LINEAR                       |
| 151619 -          | 2002 VB105             | 12 de novembre de 2002 | Socorro              | LINEAR                       |
| 151620 -          | 2002 VK108             | 12 de novembre de 2002 | Socorro              | LINEAR                       |
| 151621 -          | 2002 VH114             | 13 de novembre de 2002 | Palomar              | NEAT                         |
| 151622 -          | 2002 VX121             | 13 de novembre de 2002 | Palomar              | NEAT                         |
| 151623 -          | 2002 VF123             | 13 de novembre de 2002 | Palomar              | NEAT                         |
| 151624 -          | 2002 WS6               | 24 de novembre de 2002 | Palomar              | NEAT                         |
| 151625 -          | 2002 WP7               | 24 de novembre de 2002 | Palomar              | NEAT                         |
| 151626 -          | 2002 WQ9               | 24 de novembre de 2002 | Palomar              | NEAT                         |
| 151627 -          | 2002 WB12              | 27 de novembre de 2002 | Anderson Mesa        | LONEOS                       |
| 151628 -          | 2002 WA17              | 28 de novembre de 2002 | Haleakala            | NEAT                         |
| 151629 -          | 2002 WP17              | 30 de novembre de 2002 | Socorro              | LINEAR                       |
| 151630 -          | 2002 WO19              | 24 de novembre de 2002 | Palomar              | S. F. Hönig                  |
| 151631 -          | 2002 XN                | 1 de desembre de 2002  | Socorro              | LINEAR                       |
| 151632 -          | 2002 XC4               | 1 de desembre de 2002  | Socorro              | LINEAR                       |
| 151633 -          | 2002 XL7               | 2 de desembre de 2002  | Socorro              | LINEAR                       |
| 151634 -          | 2002 XX19              | 2 de desembre de 2002  | Socorro              | LINEAR                       |
| 151635 -          | 2002 XY22              | 3 de desembre de 2002  | Haleakala            | NEAT                         |
| 151636 -          | 2002 XO27              | 5 de desembre de 2002  | Socorro              | LINEAR                       |
| 151637 -          | 2002 XN28              | 5 de desembre de 2002  | Socorro              | LINEAR                       |
| 151638 -          | 2002 XV28              | 5 de desembre de 2002  | Socorro              | LINEAR                       |
| 151639 -          | 2002 XF31              | 6 de desembre de 2002  | Socorro              | LINEAR                       |
| 151640 -          | 2002 XC33              | 6 de desembre de 2002  | Socorro              | LINEAR                       |
| 151641 -          | 2002 XM38              | 6 de desembre de 2002  | Socorro              | LINEAR                       |
| 151642 -          | 2002 XG49              | 10 de desembre de 2002 | Socorro              | LINEAR                       |
| 151643 -          | 2002 XH54              | 10 de desembre de 2002 | Palomar              | NEAT                         |
| 151644 -          | 2002 XB57              | 10 de desembre de 2002 | Socorro              | LINEAR                       |
| 151645 -          | 2002 XR60              | 10 de desembre de 2002 | Socorro              | LINEAR                       |
| 151646 -          | 2002 XA66              | 12 de desembre de 2002 | Socorro              | LINEAR                       |
| 151647 -          | 2002 XC66              | 12 de desembre de 2002 | Socorro              | LINEAR                       |
| 151648 -          | 2002 XQ70              | 10 de desembre de 2002 | Socorro              | LINEAR                       |
| 151649 -          | 2002 XL71              | 10 de desembre de 2002 | Socorro              | LINEAR                       |
| 151650 -          | 2002 XN81              | 11 de desembre de 2002 | Socorro              | LINEAR                       |
| 151651 -          | 2002 XS88              | 14 de desembre de 2002 | Socorro              | LINEAR                       |
| 151652 -          | 2002 XF93              | 5 de desembre de 2002  | Socorro              | LINEAR                       |
| 151653 -          | 2002 XB94              | 3 de desembre de 2002  | Palomar              | S. F. Hönig                  |
| 151654 -          | 2002 XU95              | 5 de desembre de 2002  | Socorro              | LINEAR                       |
| 151655 -          | 2002 XZ103             | 5 de desembre de 2002  | Socorro              | LINEAR                       |
| 151656 -          | 2002 XC115             | 10 de desembre de 2002 | Palomar              | NEAT                         |
| 151657 -          | 2002 XV115             | 11 de desembre de 2002 | Apache Point         | SDSS                         |
| 151658 -          | 2002 YK                | 27 de desembre de 2002 | Anderson Mesa        | LONEOS                       |
| 151659 -          | 2002 YF3               | 25 de desembre de 2002 | Piszkéstető          | Piszkéstető                  |
| 151660 -          | 2002 YC6               | 28 de desembre de 2002 | Kitt Peak            | Spacewatch                   |
| 151661 -          | 2002 YF8               | 30 de desembre de 2002 | Socorro              | LINEAR                       |
| 151662 -          | 2002 YZ8               | 31 de desembre de 2002 | Socorro              | LINEAR                       |
| 151663 -          | 2002 YF10              | 31 de desembre de 2002 | Socorro              | LINEAR                       |
| 151664 -          | 2002 YJ12              | 31 de desembre de 2002 | Kitt Peak            | Spacewatch                   |
| 151665 -          | 2002 YP19              | 31 de desembre de 2002 | Socorro              | LINEAR                       |
| 151666 -          | 2002 YS19              | 31 de desembre de 2002 | Socorro              | LINEAR                       |
| 151667 -          | 2002 YO23              | 31 de desembre de 2002 | Socorro              | LINEAR                       |
| 151668 -          | 2002 YY26              | 31 de desembre de 2002 | Socorro              | LINEAR                       |
| 151669 -          | 2002 YH27              | 31 de desembre de 2002 | Socorro              | LINEAR                       |
| 151670 -          | 2002 YL27              | 31 de desembre de 2002 | Socorro              | LINEAR                       |
| 151671 -          | 2002 YC29              | 31 de desembre de 2002 | Socorro              | LINEAR                       |
| 151672 -          | 2003 AU                | 1 de gener de 2003     | Socorro              | LINEAR                       |
| 151673 -          | 2003 AQ5               | 1 de gener de 2003     | Socorro              | LINEAR                       |
| 151674 -          | 2003 AQ6               | 1 de gener de 2003     | Kitt Peak            | Spacewatch                   |
| 151675 -          | 2003 AW7               | 2 de gener de 2003     | Socorro              | LINEAR                       |
| 151676 -          | 2003 AG10              | 1 de gener de 2003     | Socorro              | LINEAR                       |
| 151677 -          | 2003 AB12              | 1 de gener de 2003     | Socorro              | LINEAR                       |
| 151678 -          | 2003 AF16              | 4 de gener de 2003     | Socorro              | LINEAR                       |
| 151679 -          | 2003 AE20              | 5 de gener de 2003     | Socorro              | LINEAR                       |
| 151680 -          | 2003 AZ23              | 4 de gener de 2003     | Socorro              | LINEAR                       |
| 151681 -          | 2003 AR25              | 4 de gener de 2003     | Socorro              | LINEAR                       |
| 151682 -          | 2003 AQ28              | 4 de gener de 2003     | Socorro              | LINEAR                       |
| 151683 -          | 2003 AE29              | 4 de gener de 2003     | Socorro              | LINEAR                       |
| 151684 -          | 2003 AZ30              | 4 de gener de 2003     | Socorro              | LINEAR                       |
| 151685 -          | 2003 AU35              | 7 de gener de 2003     | Socorro              | LINEAR                       |
| 151686 -          | 2003 AP39              | 7 de gener de 2003     | Socorro              | LINEAR                       |
| 151687 -          | 2003 AK42              | 7 de gener de 2003     | Socorro              | LINEAR                       |
| 151688 -          | 2003 AQ46              | 5 de gener de 2003     | Socorro              | LINEAR                       |
| 151689 -          | 2003 AM49              | 5 de gener de 2003     | Socorro              | LINEAR                       |
| 151690 -          | 2003 AH53              | 5 de gener de 2003     | Socorro              | LINEAR                       |
| 151691 -          | 2003 AL53              | 5 de gener de 2003     | Socorro              | LINEAR                       |
| 151692 -          | 2003 AU53              | 5 de gener de 2003     | Socorro              | LINEAR                       |
| 151693 -          | 2003 AH55              | 5 de gener de 2003     | Socorro              | LINEAR                       |
| 151694 -          | 2003 AS58              | 5 de gener de 2003     | Socorro              | LINEAR                       |
| 151695 -          | 2003 AB64              | 7 de gener de 2003     | Bisei SG Center      | BATTeRS                      |
| 151696 -          | 2003 AX65              | 7 de gener de 2003     | Socorro              | LINEAR                       |
| 151697 -          | 2003 AF84              | 15 de gener de 2003    | Schiaparelli         | L. Buzzi, F. Bellini         |
| 151698 -          | 2003 AH84              | 14 de gener de 2003    | Campo Imperatore     | CINEOS                       |
| 151699 -          | 2003 AA94              | 10 de gener de 2003    | Socorro              | LINEAR                       |
| 151700 -          | 2003 BQ17              | 27 de gener de 2003    | Socorro              | LINEAR                       |
| 151701-151800     |                        |                        |                      |                              |
| 151701 -          | 2003 BK18              | 27 de gener de 2003    | Socorro              | LINEAR                       |
| 151702 -          | 2003 BL20              | 27 de gener de 2003    | Socorro              | LINEAR                       |
| 151703 -          | 2003 BU21              | 27 de gener de 2003    | Haleakala            | NEAT                         |
| 151704 -          | 2003 BH28              | 26 de gener de 2003    | Palomar              | NEAT                         |
| 151705 -          | 2003 BE30              | 27 de gener de 2003    | Socorro              | LINEAR                       |
| 151706 -          | 2003 BT33              | 28 de gener de 2003    | Socorro              | LINEAR                       |
| 151707 -          | 2003 BQ34              | 26 de gener de 2003    | Haleakala            | NEAT                         |
| 151708 -          | 2003 BV34              | 27 de gener de 2003    | Anderson Mesa        | LONEOS                       |
| 151709 -          | 2003 BN37              | 28 de gener de 2003    | Kitt Peak            | Spacewatch                   |
| 151710 -          | 2003 BL39              | 27 de gener de 2003    | Socorro              | LINEAR                       |
| 151711 -          | 2003 BM39              | 27 de gener de 2003    | Socorro              | LINEAR                       |
| 151712 -          | 2003 BH40              | 27 de gener de 2003    | Haleakala            | NEAT                         |
| 151713 -          | 2003 BK40              | 27 de gener de 2003    | Haleakala            | NEAT                         |
| 151714 -          | 2003 BM43              | 27 de gener de 2003    | Socorro              | LINEAR                       |
| 151715 -          | 2003 BZ46              | 28 de gener de 2003    | Palomar              | NEAT                         |
| 151716 -          | 2003 BN48              | 26 de gener de 2003    | Anderson Mesa        | LONEOS                       |
| 151717 -          | 2003 BR49              | 27 de gener de 2003    | Anderson Mesa        | LONEOS                       |
| 151718 -          | 2003 BL53              | 27 de gener de 2003    | Anderson Mesa        | LONEOS                       |
| 151719 -          | 2003 BN56              | 29 de gener de 2003    | Palomar              | NEAT                         |
| 151720 -          | 2003 BR58              | 27 de gener de 2003    | Socorro              | LINEAR                       |
| 151721 -          | 2003 BT58              | 27 de gener de 2003    | Socorro              | LINEAR                       |
| 151722 -          | 2003 BU61              | 28 de gener de 2003    | Socorro              | LINEAR                       |
| 151723 -          | 2003 BX63              | 28 de gener de 2003    | Socorro              | LINEAR                       |
| 151724 -          | 2003 BU65              | 30 de gener de 2003    | Socorro              | LINEAR                       |
| 151725 -          | 2003 BF73              | 28 de gener de 2003    | Haleakala            | NEAT                         |
| 151726 -          | 2003 BN76              | 29 de gener de 2003    | Palomar              | NEAT                         |
| 151727 -          | 2003 BQ80              | 31 de gener de 2003    | Socorro              | LINEAR                       |
| 151728 -          | 2003 BQ81              | 31 de gener de 2003    | Socorro              | LINEAR                       |
| 151729 -          | 2003 BY83              | 31 de gener de 2003    | Socorro              | LINEAR                       |
| 151730 -          | 2003 BJ84              | 30 de gener de 2003    | Anderson Mesa        | LONEOS                       |
| 151731 -          | 2003 BA86              | 23 de gener de 2003    | Kitt Peak            | Spacewatch                   |
| 151732 -          | 2003 BG87              | 26 de gener de 2003    | Kitt Peak            | Spacewatch                   |
| 151733 -          | 2003 BA88              | 27 de gener de 2003    | Socorro              | LINEAR                       |
| 151734 -          | 2003 BH89              | 28 de gener de 2003    | Kitt Peak            | Spacewatch                   |
| 151735 -          | 2003 BO90              | 30 de gener de 2003    | Anderson Mesa        | LONEOS                       |
| 151736 -          | 2003 CQ                | 1 de febrer de 2003    | Anderson Mesa        | LONEOS                       |
| 151737 -          | 2003 CV6               | 1 de febrer de 2003    | Socorro              | LINEAR                       |
| 151738 -          | 2003 CB7               | 1 de febrer de 2003    | Socorro              | LINEAR                       |
| 151739 -          | 2003 CU9               | 2 de febrer de 2003    | Anderson Mesa        | LONEOS                       |
| 151740 -          | 2003 CO13              | 4 de febrer de 2003    | Anderson Mesa        | LONEOS                       |
| 151741 -          | 2003 CT14              | 3 de febrer de 2003    | Haleakala            | NEAT                         |
| 151742 -          | 2003 CW19              | 9 de febrer de 2003    | Palomar              | NEAT                         |
| 151743 -          | 2003 CE21              | 1 de febrer de 2003    | Socorro              | LINEAR                       |
| 151744 -          | 2003 CA22              | 11 de febrer de 2003   | Bergisch Gladbach    | W. Bickel                    |
| 151745 -          | 2003 DG3               | 22 de febrer de 2003   | Palomar              | NEAT                         |
| 151746 -          | 2003 DQ7               | 22 de febrer de 2003   | Kitt Peak            | Spacewatch                   |
| 151747 -          | 2003 DM11              | 25 de febrer de 2003   | Haleakala            | NEAT                         |
| 151748 -          | 2003 DY16              | 21 de febrer de 2003   | Palomar              | NEAT                         |
| 151749 -          | 2003 DF18              | 19 de febrer de 2003   | Palomar              | NEAT                         |
| 151750 -          | 2003 DR18              | 21 de febrer de 2003   | Palomar              | NEAT                         |
| 151751 -          | 2003 DT18              | 21 de febrer de 2003   | Palomar              | NEAT                         |
| 151752 -          | 2003 DZ23              | 28 de febrer de 2003   | Socorro              | LINEAR                       |
| 151753 -          | 2003 EX                | 5 de març de 2003      | Socorro              | LINEAR                       |
| 151754 -          | 2003 EF2               | 5 de març de 2003      | Socorro              | LINEAR                       |
| 151755 -          | 2003 EG2               | 5 de març de 2003      | Socorro              | LINEAR                       |
| 151756 -          | 2003 EN3               | 6 de març de 2003      | Socorro              | LINEAR                       |
| 151757 -          | 2003 EG6               | 6 de març de 2003      | Anderson Mesa        | LONEOS                       |
| 151758 -          | 2003 EO6               | 6 de març de 2003      | Anderson Mesa        | LONEOS                       |
| 151759 -          | 2003 EF9               | 6 de març de 2003      | Socorro              | LINEAR                       |
| 151760 -          | 2003 EH10              | 6 de març de 2003      | Socorro              | LINEAR                       |
| 151761 -          | 2003 EG11              | 6 de març de 2003      | Socorro              | LINEAR                       |
| 151762 -          | 2003 EP11              | 6 de març de 2003      | Socorro              | LINEAR                       |
| 151763 -          | 2003 ET12              | 6 de març de 2003      | Socorro              | LINEAR                       |
| 151764 -          | 2003 EX12              | 6 de març de 2003      | Socorro              | LINEAR                       |
| 151765 -          | 2003 EB19              | 6 de març de 2003      | Anderson Mesa        | LONEOS                       |
| 151766 -          | 2003 EL19              | 6 de març de 2003      | Anderson Mesa        | LONEOS                       |
| 151767 -          | 2003 EY20              | 6 de març de 2003      | Anderson Mesa        | LONEOS                       |
| 151768 -          | 2003 EX22              | 6 de març de 2003      | Socorro              | LINEAR                       |
| 151769 -          | 2003 EK24              | 6 de març de 2003      | Socorro              | LINEAR                       |
| 151770 -          | 2003 EO24              | 6 de març de 2003      | Socorro              | LINEAR                       |
| 151771 -          | 2003 EV25              | 6 de març de 2003      | Socorro              | LINEAR                       |
| 151772 -          | 2003 EW25              | 6 de març de 2003      | Anderson Mesa        | LONEOS                       |
| 151773 -          | 2003 EK26              | 6 de març de 2003      | Anderson Mesa        | LONEOS                       |
| 151774 -          | 2003 EZ29              | 6 de març de 2003      | Palomar              | NEAT                         |
| 151775 -          | 2003 EV34              | 7 de març de 2003      | Socorro              | LINEAR                       |
| 151776 -          | 2003 EZ41              | 9 de març de 2003      | Campo Imperatore     | CINEOS                       |
| 151777 -          | 2003 EW46              | 8 de març de 2003      | Kitt Peak            | Spacewatch                   |
| 151778 -          | 2003 EE47              | 8 de març de 2003      | Socorro              | LINEAR                       |
| 151779 -          | 2003 EP47              | 9 de març de 2003      | Socorro              | LINEAR                       |
| 151780 -          | 2003 EX47              | 9 de març de 2003      | Anderson Mesa        | LONEOS                       |
| 151781 -          | 2003 EJ49              | 10 de març de 2003     | Anderson Mesa        | LONEOS                       |
| 151782 -          | 2003 ES53              | 10 de març de 2003     | Socorro              | LINEAR                       |
| 151783 -          | 2003 EJ58              | 12 de març de 2003     | Socorro              | LINEAR                       |
| 151784 -          | 2003 EL58              | 12 de març de 2003     | Palomar              | NEAT                         |
| 151785 -          | 2003 FZ3               | 25 de març de 2003     | Haleakala            | NEAT                         |
| 151786 -          | 2003 FL13              | 23 de març de 2003     | Kitt Peak            | Spacewatch                   |
| 151787 -          | 2003 FS18              | 24 de març de 2003     | Kitt Peak            | Spacewatch                   |
| 151788 -          | 2003 FJ24              | 23 de març de 2003     | Catalina             | CSS                          |
| 151789 -          | 2003 FH32              | 23 de març de 2003     | Kitt Peak            | Spacewatch                   |
| 151790 -          | 2003 FL32              | 23 de març de 2003     | Kitt Peak            | Spacewatch                   |
| 151791 -          | 2003 FE33              | 23 de març de 2003     | Kitt Peak            | Spacewatch                   |
| 151792 -          | 2003 FH33              | 23 de març de 2003     | Kitt Peak            | Spacewatch                   |
| 151793 -          | 2003 FB42              | 26 de març de 2003     | Kitt Peak            | Spacewatch                   |
| 151794 -          | 2003 FX42              | 23 de març de 2003     | Catalina             | CSS                          |
| 151795 -          | 2003 FJ45              | 24 de març de 2003     | Kitt Peak            | Spacewatch                   |
| 151796 -          | 2003 FZ47              | 24 de març de 2003     | Kitt Peak            | Spacewatch                   |
| 151797 -          | 2003 FP54              | 25 de març de 2003     | Haleakala            | NEAT                         |
| 151798 -          | 2003 FV54              | 25 de març de 2003     | Haleakala            | NEAT                         |
| 151799 -          | 2003 FN56              | 26 de març de 2003     | Palomar              | NEAT                         |
| 151800 -          | 2003 FE57              | 26 de març de 2003     | Palomar              | NEAT                         |
| 151801-151900     |                        |                        |                      |                              |
| 151801 -          | 2003 FK57              | 26 de març de 2003     | Palomar              | NEAT                         |
| 151802 -          | 2003 FS57              | 26 de març de 2003     | Kitt Peak            | Spacewatch                   |
| 151803 -          | 2003 FE58              | 26 de març de 2003     | Palomar              | NEAT                         |
| 151804 -          | 2003 FV58              | 26 de març de 2003     | Palomar              | NEAT                         |
| 151805 -          | 2003 FO61              | 26 de març de 2003     | Palomar              | NEAT                         |
| 151806 -          | 2003 FO64              | 26 de març de 2003     | Palomar              | NEAT                         |
| 151807 -          | 2003 FG75              | 27 de març de 2003     | Campo Imperatore     | CINEOS                       |
| 151808 -          | 2003 FX77              | 27 de març de 2003     | Palomar              | NEAT                         |
| 151809 -          | 2003 FB79              | 27 de març de 2003     | Kitt Peak            | Spacewatch                   |
| 151810 -          | 2003 FF82              | 27 de març de 2003     | Kitt Peak            | Spacewatch                   |
| 151811 -          | 2003 FR82              | 27 de març de 2003     | Palomar              | NEAT                         |
| 151812 -          | 2003 FE84              | 28 de març de 2003     | Anderson Mesa        | LONEOS                       |
| 151813 -          | 2003 FF87              | 28 de març de 2003     | Kitt Peak            | Spacewatch                   |
| 151814 -          | 2003 FP87              | 28 de març de 2003     | Palomar              | NEAT                         |
| 151815 -          | 2003 FH89              | 29 de març de 2003     | Anderson Mesa        | LONEOS                       |
| 151816 -          | 2003 FF90              | 29 de març de 2003     | Anderson Mesa        | LONEOS                       |
| 151817 -          | 2003 FK93              | 29 de març de 2003     | Anderson Mesa        | LONEOS                       |
| 151818 -          | 2003 FW93              | 29 de març de 2003     | Anderson Mesa        | LONEOS                       |
| 151819 -          | 2003 FM94              | 29 de març de 2003     | Anderson Mesa        | LONEOS                       |
| 151820 -          | 2003 FW96              | 30 de març de 2003     | Kitt Peak            | Spacewatch                   |
| 151821 -          | 2003 FB97              | 30 de març de 2003     | Kitt Peak            | Spacewatch                   |
| 151822 -          | 2003 FW98              | 30 de març de 2003     | Socorro              | LINEAR                       |
| 151823 -          | 2003 FK99              | 30 de març de 2003     | Socorro              | LINEAR                       |
| 151824 -          | 2003 FD100             | 31 de març de 2003     | Anderson Mesa        | LONEOS                       |
| 151825 -          | 2003 FY101             | 31 de març de 2003     | Socorro              | LINEAR                       |
| 151826 -          | 2003 FE104             | 25 de març de 2003     | Haleakala            | NEAT                         |
| 151827 -          | 2003 FX106             | 27 de març de 2003     | Anderson Mesa        | LONEOS                       |
| 151828 -          | 2003 FL107             | 30 de març de 2003     | Socorro              | LINEAR                       |
| 151829 -          | 2003 FO108             | 31 de març de 2003     | Anderson Mesa        | LONEOS                       |
| 151830 -          | 2003 FN109             | 31 de març de 2003     | Kitt Peak            | Spacewatch                   |
| 151831 -          | 2003 FR115             | 31 de març de 2003     | Socorro              | LINEAR                       |
| 151832 -          | 2003 FN117             | 25 de març de 2003     | Palomar              | NEAT                         |
| 151833 -          | 2003 FE120             | 23 de març de 2003     | Goodricke-Pigott     | Goodricke-Pigott             |
| 151834 -          | 2003 FB122             | 26 de març de 2003     | Goodricke-Pigott     | V. Reddy                     |
| 151835 -          | 2003 FC122             | 27 de març de 2003     | Goodricke-Pigott     | V. Reddy                     |
| 151836 -          | 2003 FH126             | 31 de març de 2003     | Kitt Peak            | Spacewatch                   |
| 151837 -          | 2003 FP130             | 25 de març de 2003     | Kitt Peak            | Spacewatch                   |
| 151838 -          | 2003 GJ1               | 1 d'abril de 2003      | Socorro              | LINEAR                       |
| 151839 -          | 2003 GK3               | 1 d'abril de 2003      | Socorro              | LINEAR                       |
| 151840 -          | 2003 GF4               | 1 d'abril de 2003      | Socorro              | LINEAR                       |
| 151841 -          | 2003 GU8               | 1 d'abril de 2003      | Socorro              | LINEAR                       |
| 151842 -          | 2003 GT9               | 2 d'abril de 2003      | Socorro              | LINEAR                       |
| 151843 -          | 2003 GS12              | 1 d'abril de 2003      | Socorro              | LINEAR                       |
| 151844 -          | 2003 GP13              | 4 d'abril de 2003      | Kitt Peak            | Spacewatch                   |
| 151845 -          | 2003 GA15              | 3 d'abril de 2003      | Haleakala            | NEAT                         |
| 151846 -          | 2003 GH15              | 4 d'abril de 2003      | Haleakala            | NEAT                         |
| 151847 -          | 2003 GT17              | 3 d'abril de 2003      | Anderson Mesa        | LONEOS                       |
| 151848 -          | 2003 GD26              | 4 d'abril de 2003      | Kitt Peak            | Spacewatch                   |
| 151849 -          | 2003 GN29              | 7 d'abril de 2003      | Socorro              | LINEAR                       |
| 151850 -          | 2003 GK35              | 7 d'abril de 2003      | Palomar              | NEAT                         |
| 151851 -          | 2003 GU36              | 6 d'abril de 2003      | Anderson Mesa        | LONEOS                       |
| 151852 -          | 2003 GX36              | 6 d'abril de 2003      | Anderson Mesa        | LONEOS                       |
| 151853 -          | 2003 GX42              | 9 d'abril de 2003      | Palomar              | NEAT                         |
| 151854 -          | 2003 HT2               | 22 d'abril de 2003     | Catalina             | CSS                          |
| 151855 -          | 2003 HH8               | 25 d'abril de 2003     | Kitt Peak            | Spacewatch                   |
| 151856 -          | 2003 HC9               | 24 d'abril de 2003     | Anderson Mesa        | LONEOS                       |
| 151857 -          | 2003 HG11              | 26 d'abril de 2003     | Kitt Peak            | Spacewatch                   |
| 151858 -          | 2003 HD15              | 26 d'abril de 2003     | Haleakala            | NEAT                         |
| 151859 -          | 2003 HG23              | 25 d'abril de 2003     | Kitt Peak            | Spacewatch                   |
| 151860 -          | 2003 HD24              | 26 d'abril de 2003     | Kitt Peak            | Spacewatch                   |
| 151861 -          | 2003 HB27              | 27 d'abril de 2003     | Anderson Mesa        | LONEOS                       |
| 151862 -          | 2003 HD29              | 28 d'abril de 2003     | Socorro              | LINEAR                       |
| 151863 -          | 2003 HP38              | 29 d'abril de 2003     | Haleakala            | NEAT                         |
| 151864 -          | 2003 HO45              | 29 d'abril de 2003     | Haleakala            | NEAT                         |
| 151865 -          | 2003 HQ47              | 29 d'abril de 2003     | Anderson Mesa        | LONEOS                       |
| 151866 -          | 2003 HF48              | 30 d'abril de 2003     | Socorro              | LINEAR                       |
| 151867 -          | 2003 HO54              | 24 d'abril de 2003     | Anderson Mesa        | LONEOS                       |
| 151868 -          | 2003 HV54              | 24 d'abril de 2003     | Haleakala            | NEAT                         |
| 151869 -          | 2003 JZ                | 1 de maig de 2003      | Kitt Peak            | Spacewatch                   |
| 151870 -          | 2003 JG2               | 1 de maig de 2003      | Kitt Peak            | Spacewatch                   |
| 151871 -          | 2003 JN12              | 5 de maig de 2003      | Socorro              | LINEAR                       |
| 151872 -          | 2003 JD14              | 8 de maig de 2003      | Socorro              | LINEAR                       |
| 151873 -          | 2003 KL9               | 24 de maig de 2003     | Reedy Creek          | J. Broughton                 |
| 151874 -          | 2003 KQ17              | 27 de maig de 2003     | Anderson Mesa        | LONEOS                       |
| 151875 -          | 2003 KC28              | 20 de maig de 2003     | Nogales              | Tenagra II                   |
| 151876 -          | 2003 NH7               | 7 de juliol de 2003    | Reedy Creek          | J. Broughton                 |
| 151877 -          | 2003 OU9               | 25 de juliol de 2003   | Socorro              | LINEAR                       |
| 151878 -          | 2003 PZ4               | 4 d'agost de 2003      | Socorro              | LINEAR                       |
| 151879 -          | 2003 RF3               | 1 de setembre de 2003  | Socorro              | LINEAR                       |
| 151880 -          | 2003 SF151             | 17 de setembre de 2003 | Socorro              | LINEAR                       |
| 151881 -          | 2003 SC209             | 24 de setembre de 2003 | Palomar              | NEAT                         |
| 151882 -          | 2003 UW146             | 18 d'octubre de 2003   | Anderson Mesa        | LONEOS                       |
| 151883 -          | 2003 WQ25              | 21 de novembre de 2003 | Socorro              | LINEAR                       |
| 151884 -          | 2003 WO40              | 19 de novembre de 2003 | Kitt Peak            | Spacewatch                   |
| 151885 -          | 2003 XY21              | 15 de desembre de 2003 | Nogales              | Tenagra II                   |
| 151886 -          | 2003 YO13              | 17 de desembre de 2003 | Catalina             | CSS                          |
| 151887 -          | 2003 YY101             | 19 de desembre de 2003 | Socorro              | LINEAR                       |
| 151888 -          | 2003 YV117             | 27 de desembre de 2003 | Socorro              | LINEAR                       |
| 151889 -          | 2004 BG3               | 16 de gener de 2004    | Palomar              | NEAT                         |
| 151890 -          | 2004 BN80              | 24 de gener de 2004    | Socorro              | LINEAR                       |
| 151891 -          | 2004 BF84              | 24 de gener de 2004    | Socorro              | LINEAR                       |
| 151892 -          | 2004 BR91              | 25 de gener de 2004    | Haleakala            | NEAT                         |
| 151893 -          | 2004 BU106             | 26 de gener de 2004    | Anderson Mesa        | LONEOS                       |
| 151894 -          | 2004 CU24              | 12 de febrer de 2004   | Palomar              | NEAT                         |
| 151895 -          | 2004 CN66              | 15 de febrer de 2004   | Socorro              | LINEAR                       |
| 151896 -          | 2004 DA16              | 17 de febrer de 2004   | Kitt Peak            | Spacewatch                   |
| 151897 -          | 2004 DK16              | 17 de febrer de 2004   | Haleakala            | NEAT                         |
| 151898 -          | 2004 DK33              | 18 de febrer de 2004   | Socorro              | LINEAR                       |
| 151899 -          | 2004 EP                | 11 de març de 2004     | Palomar              | NEAT                         |
| 151900 -          | 2004 EB7               | 12 de març de 2004     | Palomar              | NEAT                         |
| 151901-152000     |                        |                        |                      |                              |
| 151901 -          | 2004 EZ9               | 11 de març de 2004     | Palomar              | NEAT                         |
| 151902 -          | 2004 EK10              | 14 de març de 2004     | Kitt Peak            | Spacewatch                   |
| 151903 -          | 2004 EO13              | 11 de març de 2004     | Palomar              | NEAT                         |
| 151904 -          | 2004 EZ20              | 12 de març de 2004     | Palomar              | NEAT                         |
| 151905 -          | 2004 EE21              | 15 de març de 2004     | Kitt Peak            | Spacewatch                   |
| 151906 -          | 2004 EO27              | 15 de març de 2004     | Kitt Peak            | Spacewatch                   |
| 151907 -          | 2004 EE38              | 14 de març de 2004     | Catalina             | CSS                          |
| 151908 -          | 2004 EP38              | 14 de març de 2004     | Kitt Peak            | Spacewatch                   |
| 151909 -          | 2004 ET39              | 15 de març de 2004     | Kitt Peak            | Spacewatch                   |
| 151910 -          | 2004 EY39              | 15 de març de 2004     | Socorro              | LINEAR                       |
| 151911 -          | 2004 EW42              | 15 de març de 2004     | Catalina             | CSS                          |
| 151912 -          | 2004 EB43              | 15 de març de 2004     | Catalina             | CSS                          |
| 151913 -          | 2004 EN54              | 13 de març de 2004     | Palomar              | NEAT                         |
| 151914 -          | 2004 EO54              | 13 de març de 2004     | Palomar              | NEAT                         |
| 151915 -          | 2004 EM56              | 14 de març de 2004     | Palomar              | NEAT                         |
| 151916 -          | 2004 EX57              | 15 de març de 2004     | Kitt Peak            | Spacewatch                   |
| 151917 -          | 2004 EY57              | 15 de març de 2004     | Socorro              | LINEAR                       |
| 151918 -          | 2004 EW66              | 14 de març de 2004     | Palomar              | NEAT                         |
| 151919 -          | 2004 EJ74              | 13 de març de 2004     | Palomar              | NEAT                         |
| 151920 -          | 2004 EN78              | 15 de març de 2004     | Catalina             | CSS                          |
| 151921 -          | 2004 EW86              | 15 de març de 2004     | Catalina             | CSS                          |
| 151922 -          | 2004 EY86              | 15 de març de 2004     | Kitt Peak            | Spacewatch                   |
| 151923 -          | 2004 EE94              | 15 de març de 2004     | Catalina             | CSS                          |
| 151924 -          | 2004 EW107             | 15 de març de 2004     | Kitt Peak            | Spacewatch                   |
| 151925 -          | 2004 FD6               | 22 de març de 2004     | Needville            | J. Dellinger, A. Lowe        |
| 151926 -          | 2004 FR11              | 16 de març de 2004     | Catalina             | CSS                          |
| 151927 -          | 2004 FP15              | 16 de març de 2004     | Siding Spring        | SSS                          |
| 151928 -          | 2004 FG19              | 16 de març de 2004     | Catalina             | CSS                          |
| 151929 -          | 2004 FM20              | 16 de març de 2004     | Catalina             | CSS                          |
| 151930 -          | 2004 FA22              | 16 de març de 2004     | Socorro              | LINEAR                       |
| 151931 -          | 2004 FQ25              | 17 de març de 2004     | Socorro              | LINEAR                       |
| 151932 -          | 2004 FR26              | 17 de març de 2004     | Kitt Peak            | Spacewatch                   |
| 151933 -          | 2004 FZ26              | 17 de març de 2004     | Kitt Peak            | Spacewatch                   |
| 151934 -          | 2004 FT36              | 16 de març de 2004     | Kitt Peak            | Spacewatch                   |
| 151935 -          | 2004 FP44              | 16 de març de 2004     | Socorro              | LINEAR                       |
| 151936 -          | 2004 FB45              | 16 de març de 2004     | Socorro              | LINEAR                       |
| 151937 -          | 2004 FD53              | 19 de març de 2004     | Socorro              | LINEAR                       |
| 151938 -          | 2004 FB63              | 19 de març de 2004     | Socorro              | LINEAR                       |
| 151939 -          | 2004 FC64              | 19 de març de 2004     | Socorro              | LINEAR                       |
| 151940 -          | 2004 FO80              | 22 de març de 2004     | Socorro              | LINEAR                       |
| 151941 -          | 2004 FY87              | 19 de març de 2004     | Kitt Peak            | Spacewatch                   |
| 151942 -          | 2004 FL95              | 22 de març de 2004     | Socorro              | LINEAR                       |
| 151943 -          | 2004 FN95              | 22 de març de 2004     | Socorro              | LINEAR                       |
| 151944 -          | 2004 FL97              | 23 de març de 2004     | Socorro              | LINEAR                       |
| 151945 -          | 2004 FY106             | 20 de març de 2004     | Socorro              | LINEAR                       |
| 151946 -          | 2004 FR116             | 23 de març de 2004     | Socorro              | LINEAR                       |
| 151947 -          | 2004 FK117             | 27 de març de 2004     | Catalina             | CSS                          |
| 151948 -          | 2004 FA119             | 22 de març de 2004     | Socorro              | LINEAR                       |
| 151949 -          | 2004 FN125             | 27 de març de 2004     | Socorro              | LINEAR                       |
| 151950 -          | 2004 FM128             | 27 de març de 2004     | Socorro              | LINEAR                       |
| 151951 -          | 2004 FO131             | 22 de març de 2004     | Anderson Mesa        | LONEOS                       |
| 151952 -          | 2004 FO139             | 25 de març de 2004     | Anderson Mesa        | LONEOS                       |
| 151953 -          | 2004 FB145             | 29 de març de 2004     | Kitt Peak            | Spacewatch                   |
| 151954 -          | 2004 GO1               | 10 d'abril de 2004     | Palomar              | NEAT                         |
| 151955 -          | 2004 GH3               | 9 d'abril de 2004      | Siding Spring        | SSS                          |
| 151956 -          | 2004 GV3               | 10 d'abril de 2004     | Catalina             | CSS                          |
| 151957 -          | 2004 GE14              | 13 d'abril de 2004     | Catalina             | CSS                          |
| 151958 -          | 2004 GR20              | 10 d'abril de 2004     | Palomar              | NEAT                         |
| 151959 -          | 2004 GY20              | 11 d'abril de 2004     | Palomar              | NEAT                         |
| 151960 -          | 2004 GJ24              | 13 d'abril de 2004     | Catalina             | CSS                          |
| 151961 -          | 2004 GK29              | 12 d'abril de 2004     | Anderson Mesa        | LONEOS                       |
| 151962 -          | 2004 GG30              | 12 d'abril de 2004     | Palomar              | NEAT                         |
| 151963 -          | 2004 GT30              | 12 d'abril de 2004     | Anderson Mesa        | LONEOS                       |
| 151964 -          | 2004 GH31              | 15 d'abril de 2004     | Anderson Mesa        | LONEOS                       |
| 151965 -          | 2004 GT31              | 15 d'abril de 2004     | Anderson Mesa        | LONEOS                       |
| 151966 -          | 2004 GG33              | 12 d'abril de 2004     | Palomar              | NEAT                         |
| 151967 -          | 2004 GT36              | 13 d'abril de 2004     | Palomar              | NEAT                         |
| 151968 -          | 2004 GC37              | 14 d'abril de 2004     | Anderson Mesa        | LONEOS                       |
| 151969 -          | 2004 GE39              | 15 d'abril de 2004     | Catalina             | CSS                          |
| 151970 -          | 2004 GR50              | 13 d'abril de 2004     | Palomar              | NEAT                         |
| 151971 -          | 2004 GX70              | 15 d'abril de 2004     | Anderson Mesa        | LONEOS                       |
| 151972 -          | 2004 GK73              | 15 d'abril de 2004     | Anderson Mesa        | LONEOS                       |
| 151973 -          | 2004 GQ75              | 15 d'abril de 2004     | Anderson Mesa        | LONEOS                       |
| 151974 -          | 2004 GM76              | 15 d'abril de 2004     | Socorro              | LINEAR                       |
| 151975 -          | 2004 HU1               | 20 d'abril de 2004     | Desert Eagle         | W. K. Y. Yeung               |
| 151976 -          | 2004 HW5               | 17 d'abril de 2004     | Socorro              | LINEAR                       |
| 151977 -          | 2004 HK6               | 17 d'abril de 2004     | Socorro              | LINEAR                       |
| 151978 -          | 2004 HO6               | 17 d'abril de 2004     | Socorro              | LINEAR                       |
| 151979 -          | 2004 HO9               | 17 d'abril de 2004     | Socorro              | LINEAR                       |
| 151980 -          | 2004 HR9               | 17 d'abril de 2004     | Socorro              | LINEAR                       |
| 151981 -          | 2004 HC11              | 19 d'abril de 2004     | Socorro              | LINEAR                       |
| 151982 -          | 2004 HW15              | 16 d'abril de 2004     | Socorro              | LINEAR                       |
| 151983 -          | 2004 HF16              | 16 d'abril de 2004     | Siding Spring        | SSS                          |
| 151984 -          | 2004 HY17              | 17 d'abril de 2004     | Socorro              | LINEAR                       |
| 151985 -          | 2004 HM19              | 20 d'abril de 2004     | Kitt Peak            | Spacewatch                   |
| 151986 -          | 2004 HD26              | 19 d'abril de 2004     | Socorro              | LINEAR                       |
| 151987 -          | 2004 HJ26              | 19 d'abril de 2004     | Socorro              | LINEAR                       |
| 151988 -          | 2004 HO28              | 20 d'abril de 2004     | Socorro              | LINEAR                       |
| 151989 -          | 2004 HT28              | 20 d'abril de 2004     | Socorro              | LINEAR                       |
| 151990 -          | 2004 HV43              | 21 d'abril de 2004     | Socorro              | LINEAR                       |
| 151991 -          | 2004 HO52              | 24 d'abril de 2004     | Socorro              | LINEAR                       |
| 151992 -          | 2004 HY52              | 25 d'abril de 2004     | Socorro              | LINEAR                       |
| 151993 -          | 2004 HX57              | 21 d'abril de 2004     | Kitt Peak            | Spacewatch                   |
| 151994 -          | 2004 HH61              | 25 d'abril de 2004     | Socorro              | LINEAR                       |
| 151995 -          | 2004 HQ61              | 29 d'abril de 2004     | Socorro              | LINEAR                       |
| 151996 -          | 2004 HM65              | 17 d'abril de 2004     | Socorro              | LINEAR                       |
| 151997 Bauhinia   | 2004 JL1               | 11 de maig de 2004     | Desert Eagle         | W. K. Y. Yeung               |
| 151998 -          | 2004 JY13              | 9 de maig de 2004      | Kitt Peak            | Spacewatch                   |
| 151999 -          | 2004 JD14              | 9 de maig de 2004      | Palomar              | NEAT                         |
| 152000 -          | 2004 JD18              | 13 de maig de 2004     | Anderson Mesa        | LONEOS                       |